# Saint-Nectaire
Pour les articles homonymes, voir Saint-Nectaire (homonymie).
Saint-Nectaire est une commune française située dans le département du Puy-de-Dôme, en région Auvergne-Rhône-Alpes. Elle doit son nom à son église, consacrée à Saint Nectaire (Nectaire d'Auvergne, IIIe et IVe siècles).
Saint-Nectaire a donné son nom au célèbre fromage, le saint-nectaire.

## Géographie

### Localisation

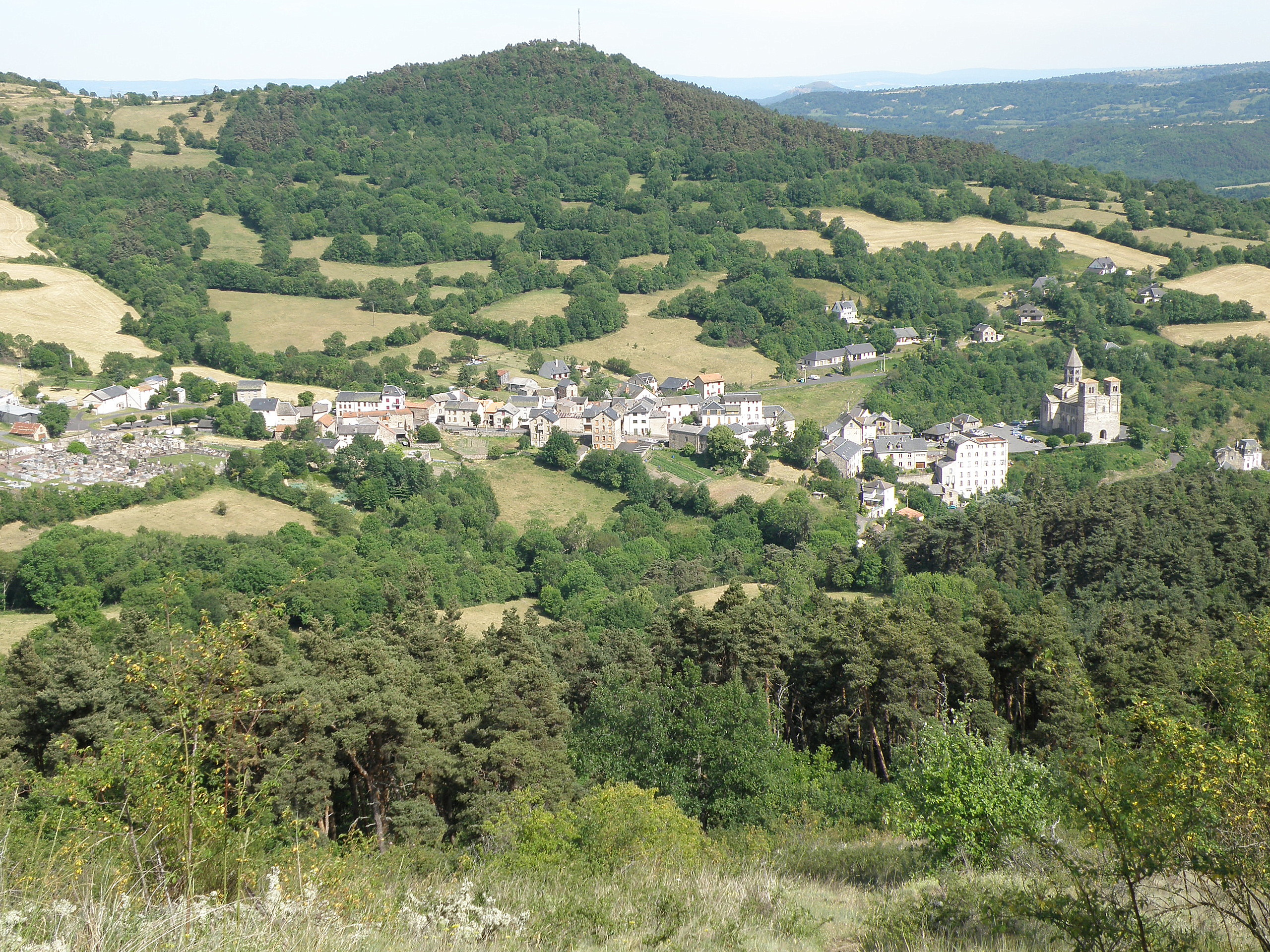
Saint-Nectaire, vue générale.

Saint-Nectaire est située dans les monts Dore qui font partie du parc naturel régional des volcans d'Auvergne.
En fait, deux localités sont rassemblées sous le nom de Saint-Nectaire :
- Saint-Nectaire-le-Haut, autour de son église romane qui lui a donné son nom, est située sur le mont Cornadore ;
- Saint-Nectaire-le-Bas est la ville thermale, située autour des sources thermales.

Dix communes sont limitrophes :
| Le Vernet-Sainte-Marguerite   | Aydat          | Cournols Olloix                  |
|                               | Saint-Nectaire | Montaigut-le-Blanc Grandeyrolles |
| Saint-Victor-la-Rivière Murol |                | Saint-Diéry Verrières            |

### Hydrographie
En plus de ses nombreuses sources thermales, Saint-Nectaire est arrosée par la Couze Chambon, qui passe en bordure sud de Saint-Nectaire-le-Bas, et par son affluent le ruisseau du Fredet, connu localement sous le nom de Courançon, qui traverse le bourg du nord-ouest au sud-est. Le Courançon a été détourné en 1907 - originellement il passait plus à l'est, plus près des maisons.
La plupart des sources thermales se trouvent près du lit du Courançon.
Limpide et incolore au sortir de terre, l'eau des sources se trouble au contact de l'air. Elle devient jaunâtre lorsqu'elle se refroidit, et un sédiment jaune ocre se précipite. Certaines sources ont une odeur dite sulfureuse associée à certaines eaux bicarbonatées sodiques. Elle a un goût salé, plus ou moins lixiviel et ferrugineux, à température variable, et piquante suivant les sources. Malgré le bouillonnement de l'eau à intervalles très rapprochés dans les bassins dû à des colonnes gazeuses importantes, elle dégage peu de bulles de gaz dans le verre. L'eau de certaines sources est recouverte d'une couche épaisse d'acide carbonique. Comme l'eau de Saint-Alyre, elle est incrustante (source pétrifiante).
| Nom de la source                   | Débit / 24h       | Température | Lieu d'exploitation                                                      |
| ---------------------------------- | ----------------- | ----------- | ------------------------------------------------------------------------ |
| Source du Rocher                   | 1 512 hectolitres | 43,7 °C     | Établissement du Mont-Cornadore (Saint-Nectaire-le-Haut)                 |
| Source du Mont-Cornadore           | 720 hectolitres   | 41 °C       | Établissement du Mont-Cornadore (Saint-Nectaire-le-Haut)                 |
| Source du Gros-Bouillon            | 720 hectolitres   | 37,5 °C     | Bains Romains (Saint-Nectaire-le-Bas)                                    |
| Grande source Boëtte               | 432 hectolitres   | 46 °C       | Bains Boëtte (Saint-Nectaire-le-Bas)                                     |
| Source du Parc                     | 72 hectolitres    | 19 °C       | Établissement du Mont-Cornadore (Saint-Nectaire-le-Haut)                 |
| Grande source Rouge                | —                 | —           | Établissement du Mont-Cornadore (Saint-Nectaire-le-Haut)                 |
| Petite source Rouge                | 86 hectolitres    | 18 °C       | Établissement du Mont-Cornadore (Saint-Nectaire-le-Haut)                 |
| Source Saint-Césaire               | —                 | 40,9 °C     | Bains Boëtte (Saint-Nectaire-le-Bas)                                     |
| Source des Dames                   | —                 | 19 °C       | Bains Boëtte (Saint-Nectaire-le-Bas)                                     |
| Source Intermittente               | —                 | 25 °C       | Établissement du Mont-Cornadore (Saint-Nectaire-le-Haut)                 |
| Source de la Coquille              | —                 | 26 °C       | Bains Romains (Saint-Nectaire-le-Bas)                                    |
| Source Morange                     | —                 | —           | Établissement du Mont-Cornadore (Saint-Nectaire-le-Haut)                 |
| les 3 sources des Fontaines Rouges | —                 | —           | Eau consommée sur place dans un 4e établissement à Saint-Nectaire-le-Bas |

Un autre exemple de l'activité géothermique souterraine est le geyser à CO2 apparu à l'automne 1981 à la suite d'un forage destiné à alimenter en eau thermale chaude le nouvel établissement thermal ouvert en 1978. Du mercredi 4 novembre 1981 à 10 h 30 au samedi 7 novembre à 15 h 30, un geyser a jailli de manière intermittente à une cinquantaine de mètres de hauteur pendant environ 1,5 min avec une périodicité de 8,5 min. La température de l'eau était de 56,2 °C.

### Voies de communication et transports
Le territoire communal dessert quasiment tous les villages de la commune.
La route départementale (RD) 996, anciennement route nationale 496, traverse la commune, depuis Chambon-sur-Lac et Mont-Dore ou Champeix et Issoire.
Au nord, la RD 74 dessert le village des Arnats, entre Le Vernet-Sainte-Marguerite et Olloix ; il constitue le point de départ de la RD 643 vers le lieu-dit Sailles, et de la RD 639 vers Lenteuge. À ce village, elle croise la RD 150, reliant Olloix à Saint-Nectaire-le-Haut via Treizanches et Farges puis Saint-Nectaire-le-Bas à Sapchat. La RD 640 dessert Freydefont et Treizanches et continue vers Grandeyrolles.
Au sud, la RD 642 dessert le village des Granges depuis Saint-Nectaire-le-Bas et intersecte avec la RD 146 venant de Sapchat. Une RD 622 relie le village de Saillant à Saint-Diéry. Enfin, à l'ouest, la RD 145 dessert Boissières en direction du Vernet-Sainte-Marguerite.

### Climat
Pour des articles plus généraux, voir Climat d'Auvergne-Rhône-Alpes et Climat du Puy-de-Dôme.
En 2010, le climat de la commune est de type climat des marges montargnardes, selon une étude du Centre national de la recherche scientifique s'appuyant sur une série de données couvrant la période 1971-2000. En 2020, Météo-France publie une typologie des climats de la France métropolitaine dans laquelle la commune est exposée à un climat de montagne ou de marges de montagne et est dans une zone de transition entre les régions climatiques « Ouest et nord-ouest du Massif Central » et « Nord-est du Massif Central ».
Pour la période 1971-2000, la température annuelle moyenne est de 9,4 °C, avec une amplitude thermique annuelle de 15,3 °C. Le cumul annuel moyen de précipitations est de 1 031 mm, avec 10,2 jours de précipitations en janvier et 7,7 jours en juillet. Pour la période 1991-2020, la température moyenne annuelle observée sur la station météorologique de Météo-France la plus proche, « Plauzat_sapc », sur la commune de Plauzat à 13 km à vol d'oiseau, est de 11,3 °C et le cumul annuel moyen de précipitations est de 606,8 mm,. Pour l'avenir, les paramètres climatiques de la commune estimés pour 2050 selon différents scénarios d'émission de gaz à effet de serre sont consultables sur un site dédié publié par Météo-France en novembre 2022.

## Urbanisme

### Typologie
Au 1er janvier 2024, Saint-Nectaire est catégorisée commune rurale à habitat dispersé, selon la nouvelle grille communale de densité à sept niveaux définie par l'Insee en 2022.
Elle est située hors unité urbaine et hors attraction des villes,.

### Occupation des sols
L'occupation des sols de la commune, telle qu'elle ressort de la base de données européenne d’occupation biophysique des sols Corine Land Cover (CLC), est marquée par l'importance des territoires agricoles (55,8 % en 2018), en augmentation par rapport à 1990 (54,7 %). La répartition détaillée en 2018 est la suivante :
prairies (37,5 %), forêts (34,1 %), zones agricoles hétérogènes (15,1 %), milieux à végétation arbustive et/ou herbacée (8,7 %), terres arables (3,2 %), zones urbanisées (1,3 %). L'évolution de l’occupation des sols de la commune et de ses infrastructures peut être observée sur les différentes représentations cartographiques du territoire : la carte de Cassini (XVIIIe siècle), la carte d'état-major (1820-1866) et les cartes ou photos aériennes de l'IGN pour la période actuelle (1950 à aujourd'hui).

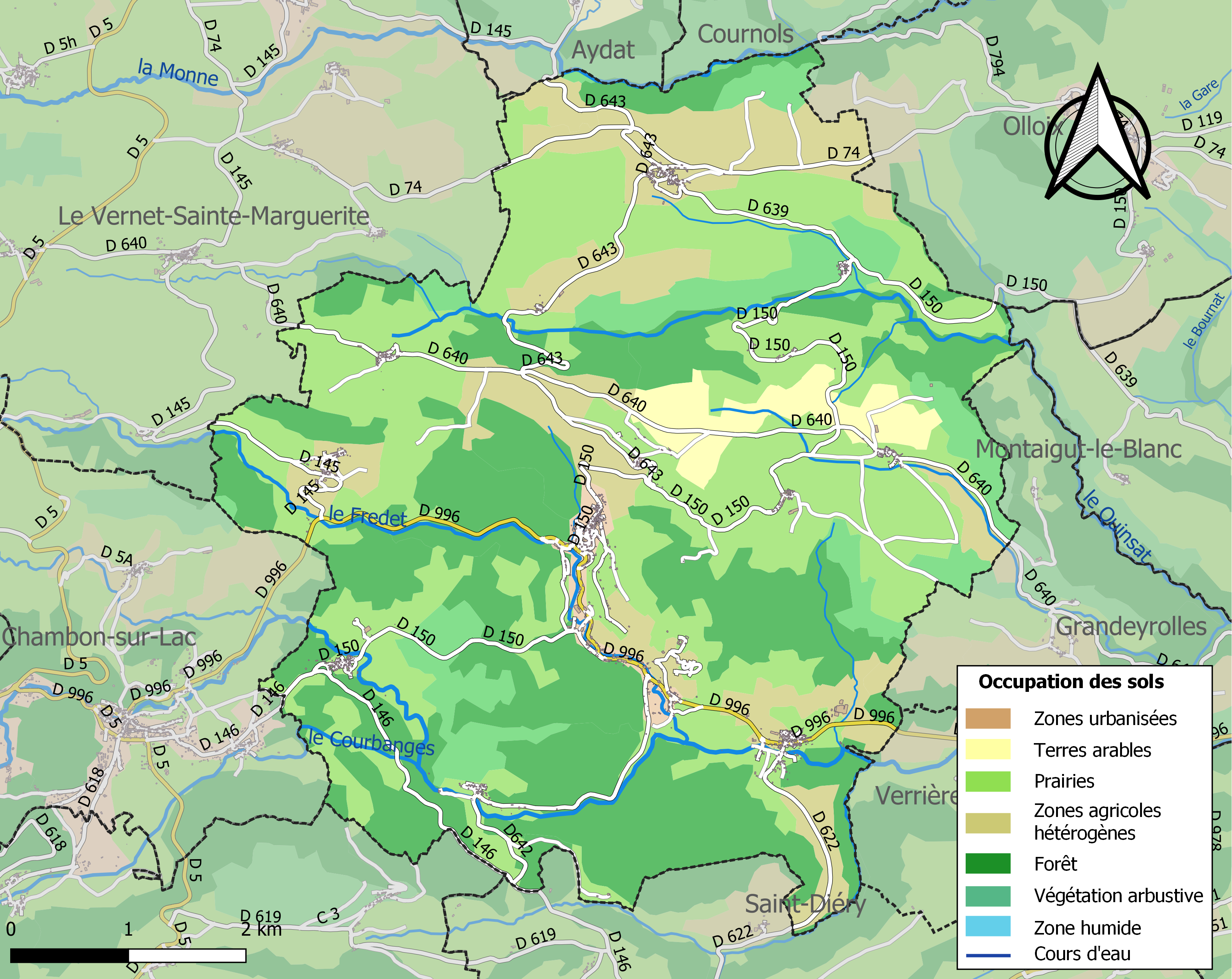
Carte des infrastructures et de l'occupation des sols de la commune en 2018 (CLC).

## Toponymie
Son nom est tiré de Nectaire d'Auvergne, compagnon d'Austremoine qui évangélisa l'Auvergne aux IIIe et IVe siècles.
Le nom de Saint-Nectaire était orthographié Saint Nectaires (avec un s) en l'an II (du calendrier républicain).
En auvergnat son nom est Sent Neitaire. Le nom de famille auvergnat « Sennetaire » en dérive (« Sen(t) Ne(i)tere »).

## Histoire

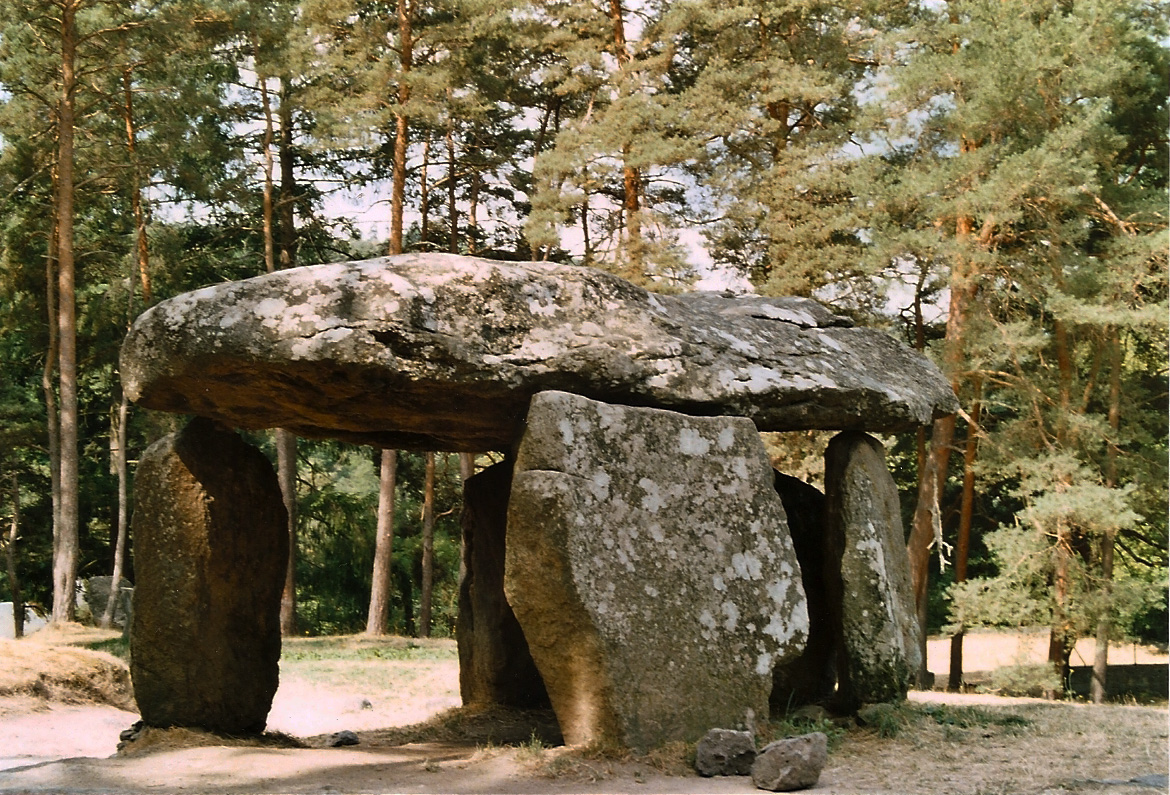
Dolmen du Parc.

Le territoire de la commune est occupé dès le Néolithique comme en témoignent l'édification de plusieurs dolmens et menhirs, constituant l'un des plus riches patrimoines mégalithiques de tout le département (dolmen de Sapchat, dolmen de Saillant, dolmen du Parc, dolmen de la Pineyre, menhir de Freydefond, Croix de Saint-Roch). Prosper Mérimée a décrit l'un de ces dolmens en 1837 dans ses Notes d'un voyage en Auvergne. Cette occupation du site est permanente depuis cette période et le lieu est sans doute le plus anciennement peuplé d'Auvergne.
Avec ses eaux alcalines et stimulantes qui en ont fait des thermes reconnus dès l'Antiquité pour leurs vertus thérapeutiques — des thermes et piscines de l'époque gauloise ont été retrouvées — la cité de Saint-Nectaire reste avant tout le berceau d'un culte celtique ancien et l'écrin d'un des plus beaux joyaux de l'art roman auvergnat.
Selon une légende, des fées résidaient dans les grottes du Mont, déjà nommé Cornadore lorsque Nectaire, disciple d'Austremoine, prêche la foi de Jésus à la fin du IIIe siècle. Accompagné des prêtres Auditor et Baudenius, il y fait bâtir une première église qui accueille ses reliques après sa mort.
On ne sait rien de ce qu'il advint de Saint-Nectaire entre la mort de ces prêcheurs et le XIIe siècle, hormis l'existence d'un village révélé par des fouilles, construit autour d'un lieu de culte. Le premier document mentionnant Saint-Nectaire est un livre du XIe siècle relatant la vie de saint Austremoine. Entre 1146 et 1178, les moines de la Chaise-Dieu reçoivent en donation de la part de Guillaume VII, comte d'Auvergne, la terre de Saint-Nectaire pour y établir un prieuré.
L'église actuelle, construite durant cette période, est-elle l'œuvre de Guillaume VII ou celle des moines du prieuré ? On ne le sait toujours pas.

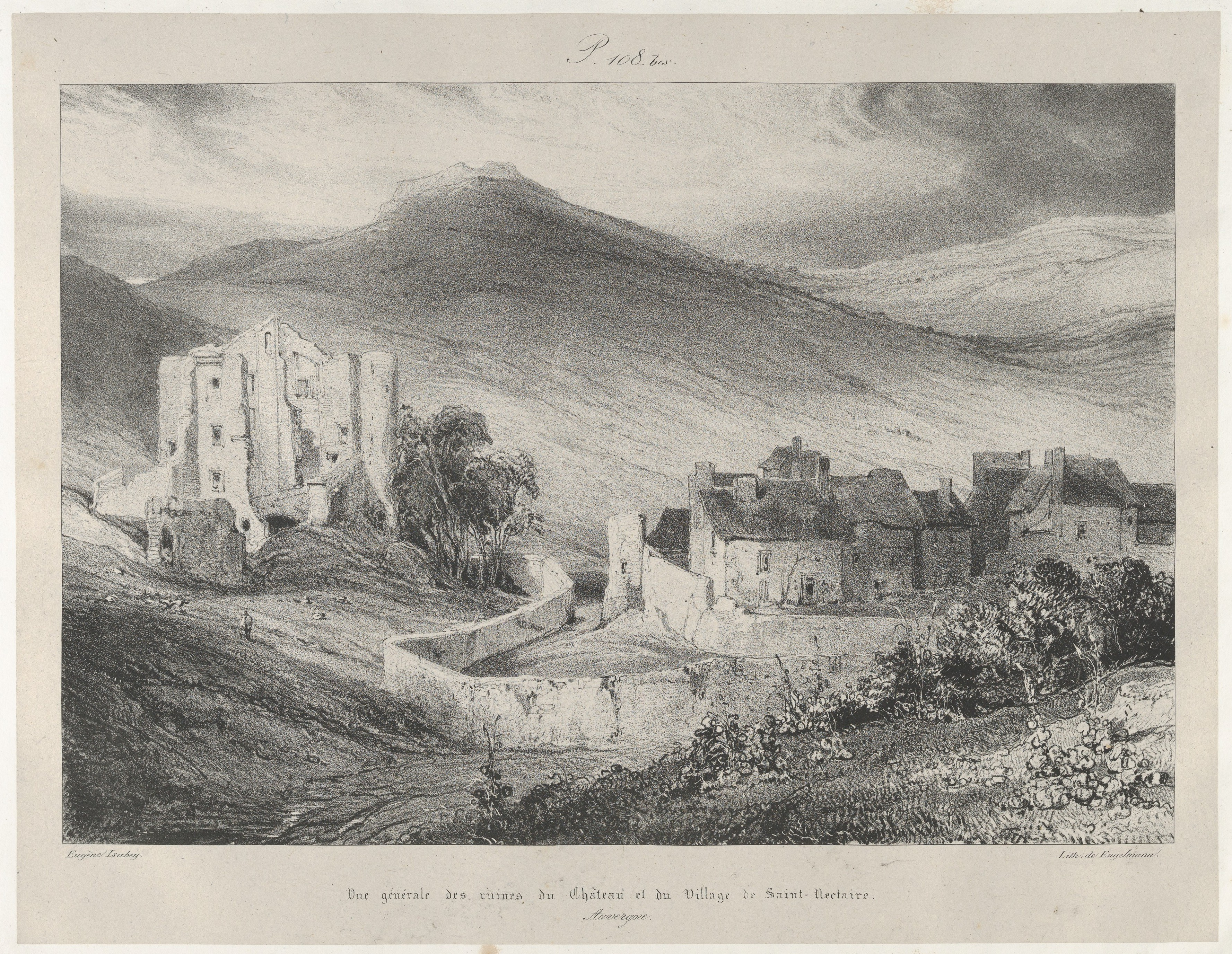
Eugène Isabey : Vue générale des ruines du château et du village de Saint-Nectaire (1831, Metropolitan Museum of Art).
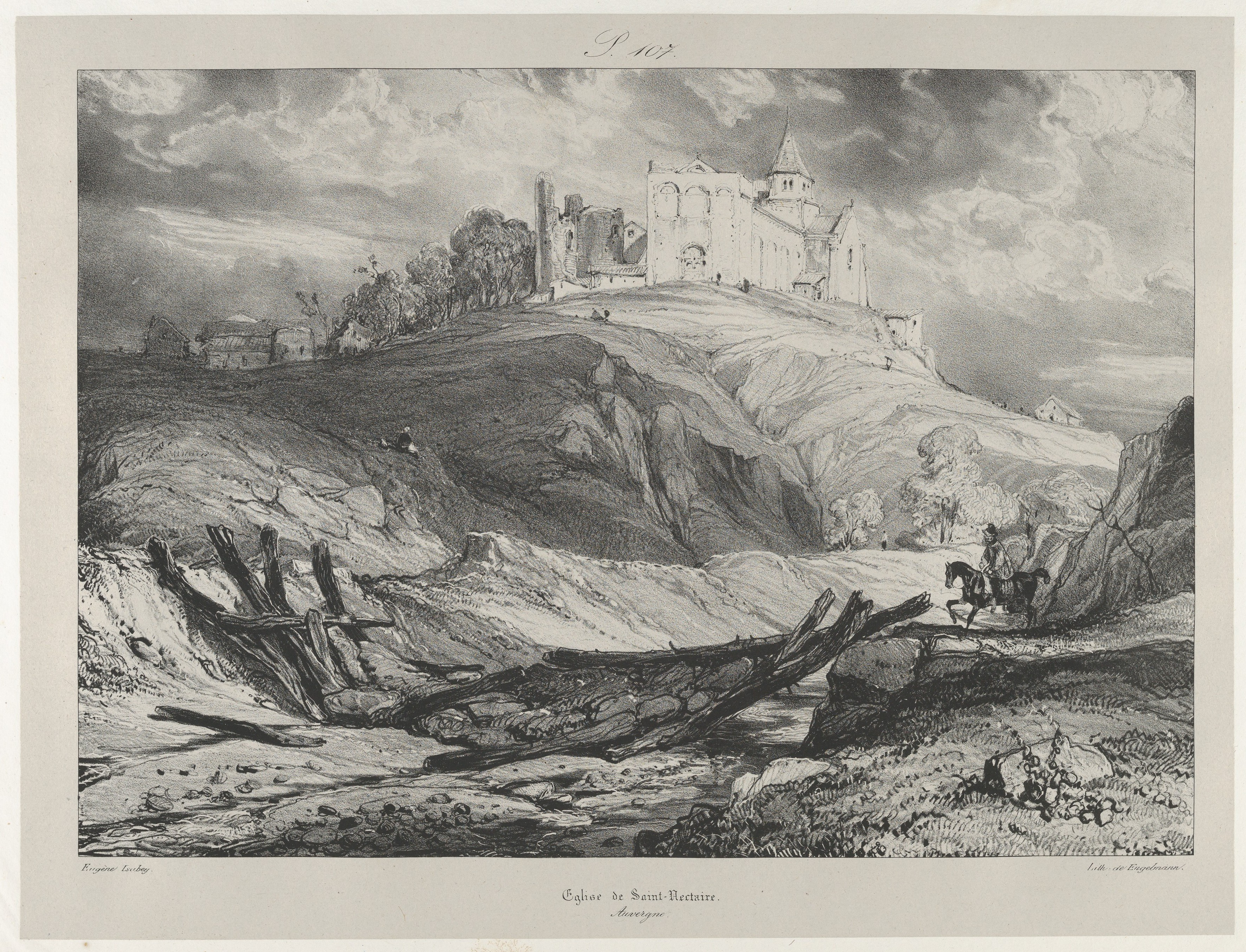
Eugène Isabey : L'église de Saint-Nectaire (1831, Metropolitan Museum of Art).
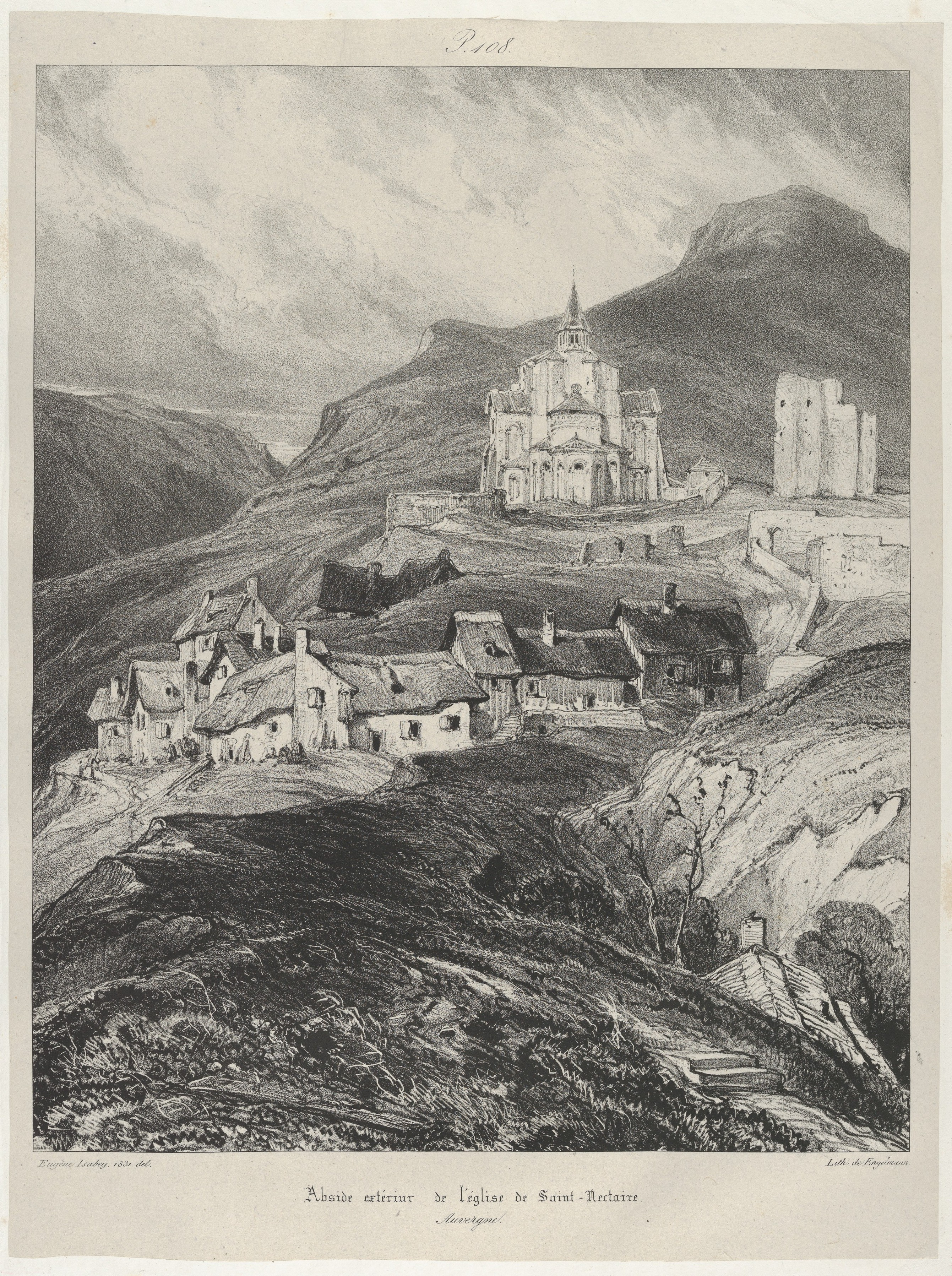
Eugène Isabey : Abside extérieur de l'église de Saint-Nectaire (1831, Metropolitan Museum of Art).

Saint-Nectaire redevient une ville thermale au cours du 18e siècle et son développement s'accélère au siècle suivant avec la construction d'établissements de cures à Saint-Nectaire-le-Bas avec plus de 40 sources. Une quinzaine de sources, faiblement minéralisées sont utilisées en boisson pour le traitement diurétique, les autres, arsenicales ou ferrugineuses sont utilisées pour des bains ou douches. Le professeur de médecine Aldophe Gubler (1821-1879) fut un ardent promoteur des cures à Saint-Nectaire. De nombreux hôtels furent construits pour héberger les curistes dont le plus fréquenté au début du 20e siècle était le Grand Hôtel du Parc. En 1909, la Société des Eaux minérales construisit l'hôtel des Bains Romains possédant alors de 120 chambres. En 1950, la ville comptait encore 57 hôtels de toutes catégories. Au début du 20e siècle, la ville compte trois établissements thermaux: les Bains romains, les Grands Thermes et l'établissement du mont Cornadore.

## Politique et administration

### Découpage territorial
La commune de Saint-Nectaire est membre, depuis janvier 2009, de la communauté de communes du Massif du Sancy, un établissement public de coopération intercommunale (EPCI) à fiscalité propre créé le 10 décembre 1999 dont le siège est au Mont-Dore. Ce dernier est par ailleurs membre d'autres groupements intercommunaux.
Sur le plan administratif, elle est rattachée à l'arrondissement d'Issoire, à la circonscription administrative de l'État du Puy-de-Dôme et à la région Auvergne-Rhône-Alpes. La commune faisait partie de l'ancien canton de Murols, puis, entre 1801 et 2015, du canton de Champeix,.
Sur le plan électoral, elle dépend du canton du Sancy pour l'élection des conseillers départementaux, depuis le redécoupage cantonal de 2014 entré en vigueur en 2015, et de la troisième circonscription du Puy-de-Dôme pour les élections législatives, depuis le dernier découpage électoral de 2010.

### Élections municipales et communautaires

#### Élections de 2020
Le conseil municipal de Saint-Nectaire, commune de moins de 1 000 habitants, est élu au scrutin majoritaire plurinominal à deux tours avec candidatures isolées ou groupées et possibilité de panachage. Compte tenu de la population communale, le nombre de sièges à pourvoir lors des élections municipales de 2020 est de 15. Sur les trente-huit candidats en lice, deux sont élus dès le premier tour, le 15 mars 2020, avec un taux de participation de 76,30 %. Les treize conseillers restant à élire sont élus au second tour, qui se tient le 28 juin 2020 du fait de la pandémie de Covid-19, avec un taux de participation de 79,05 %.

#### Chronologie des maires
| Période                                  | Période                       | Identité              | Étiquette | Qualité |
| ---------------------------------------- | ----------------------------- | --------------------- | --------- | --- |
| Les données manquantes sont à compléter. |                               |                       |           | |
| -                                        | 1840                          | Anet Bellonte         |           | |
| 1840                                     | 1843                          | Jean Serre            |           | Pétrificateur                                                                                               |
| 1843                                     | 1848                          | Anet Besson           |           | |
| 1848                                     | 1863                          | Joseph Mandon         |           | |
| 1863                                     | 1870                          | Panneveyre De Viginet |           | |
| 1871                                     | 1900                          | Jean Parrot           |           | |
| 1900                                     | 1919                          | Michel Papon          |           | Pétrificateur                                                                                               |
| 1919                                     | 1925                          | Rabany-Serre          |           | |
| 1925                                     | 1945                          | Léon Papon            |           | Pétrificateur                                                                                               |
| 1945                                     | 1965                          | André Roux            | CNIP      | Médecin |
| 1965                                     | 1977                          | Henri Lignerat        |           | |
| 1977                                     | 1989                          | Jean Dabert           |           | |
| 1989                                     | 2008                          | Gérard Simon          |           | |
| 2008                                     | En cours (au 14 juillet 2021) | Alphonse Bellonte     | DVG       | Co-gérant de société à Farges 4e vice-président de la communauté de communes du Massif du Sancy (2014-2020) |

## Population et société

### Démographie

#### Évolution démographique
Les habitants de la commune sont appelés les Saint-Nectairiens.

L'évolution du nombre d'habitants est connue à travers les recensements de la population effectués dans la commune depuis 1793. Pour les communes de moins de 10 000 habitants, une enquête de recensement portant sur toute la population est réalisée tous les cinq ans, les populations de référence des années intermédiaires étant quant à elles estimées par interpolation ou extrapolation. Pour la commune, le premier recensement exhaustif entrant dans le cadre du nouveau dispositif a été réalisé en 2008.

En 2022, la commune comptait 796 habitants, en évolution de +9,34 % par rapport à 2016 (Puy-de-Dôme : +2,1 %, France hors Mayotte : +2,11 %).
| 1793  | 1800  | 1806  | 1821  | 1831  | 1836  | 1841  | 1846  | 1851  |
| ----- | ----- | ----- | ----- | ----- | ----- | ----- | ----- | ----- |
| 1 342 | 1 269 | 1 435 | 1 288 | 1 270 | 1 394 | 1 334 | 1 350 | 1 334 |

| 1856  | 1861  | 1866  | 1872  | 1876  | 1881  | 1886  | 1891  | 1896  |
| ----- | ----- | ----- | ----- | ----- | ----- | ----- | ----- | ----- |
| 1 374 | 1 421 | 1 328 | 1 318 | 1 302 | 1 239 | 1 252 | 1 159 | 1 239 |

| 1901  | 1906  | 1911  | 1921  | 1926  | 1931  | 1936  | 1946  | 1954 |
| ----- | ----- | ----- | ----- | ----- | ----- | ----- | ----- | ---- |
| 1 209 | 1 254 | 1 276 | 1 105 | 1 099 | 1 045 | 1 036 | 1 034 | 901  |

| 1962 | 1968 | 1975 | 1982 | 1990 | 1999 | 2006 | 2008 | 2013 |
| ---- | ---- | ---- | ---- | ---- | ---- | ---- | ---- | ---- |
| 832  | 783  | 678  | 645  | 664  | 675  | 713  | 724  | 728  |

| 2018 | 2022 | - | - | - | - | - | - | - |
| ---- | ---- | - | - | - | - | - | - | - |
| 753  | 796  | - | - | - | - | - | - | - |

#### Pyramide des âges
En 2018, le taux de personnes d'un âge inférieur à 30 ans s'élève à 26,0 %, soit en dessous de la moyenne départementale (34,2 %). À l'inverse, le taux de personnes d'âge supérieur à 60 ans est de 36,5 % la même année, alors qu'il est de 27,9 % au niveau départemental.
En 2018, la commune comptait 375 hommes pour 378 femmes, soit un taux de 50,20 % de femmes, légèrement inférieur au taux départemental (51,59 %).
Les pyramides des âges de la commune et du département s'établissent comme suit.
| Hommes | Classe d’âge | Femmes |
| ------ | ------------ | ------ |
| 1,6    | 90 ou +      | 5,0    |
| 7,5    | 75-89 ans    | 15,1   |
| 23,2   | 60-74 ans    | 20,6   |
| 19,2   | 45-59 ans    | 18,5   |
| 20,0   | 30-44 ans    | 17,2   |
| 13,6   | 15-29 ans    | 12,2   |
| 14,9   | 0-14 ans     | 11,4   |

| Hommes | Classe d’âge | Femmes |
| ------ | ------------ | ------ |
| 0,7    | 90 ou +      | 2,1    |
| 7,4    | 75-89 ans    | 10,2   |
| 17,7   | 60-74 ans    | 18,6   |
| 20,2   | 45-59 ans    | 19,2   |
| 18,4   | 30-44 ans    | 17,4   |
| 18,6   | 15-29 ans    | 17,2   |
| 17     | 0-14 ans     | 15,3   |

### Manifestations culturelles et festivités
Des activités sont proposées annuellement, telles les Journées du saint-nectaire, chaque année pour le week-end de Pentecôte : un événement gastronomique, culturel et festif.

## Économie

### Emploi
En 2012, la population âgée de 15 à 64 ans s'élevait à 430 personnes, parmi lesquelles on comptait 76,1 % d'actifs dont 67,3 % ayant un emploi et 8,8 % de chômeurs.
On comptait 343 emplois dans la zone d'emploi. Le nombre d'actifs ayant un emploi résidant dans la zone étant de 292, l'indicateur de concentration d'emploi est de 117,4 %, ce qui signifie que la commune offre plus d'un emploi par habitant actif.
211 des 292 personnes âgées de 15 ans ou plus (soit 72,4 %) sont des salariés. La majorité des actifs (52,6 %) travaillent dans la commune de résidence.

### Entreprises
Au 1er janvier 2013, Saint-Nectaire comptait 76 entreprises : 12 dans l'industrie, 7 dans la construction, 51 dans le commerce, les transports et les services divers et 6 dans le secteur administratif.
En outre, elle comptait 85 établissements.

### Tourisme
Au 1er janvier 2015, la commune comptait quatre hôtels, totalisant 114 chambres : deux hôtels deux étoiles, un classé trois étoiles et un autre non classé.
Elle possède également un camping trois étoiles avec 264 emplacements.

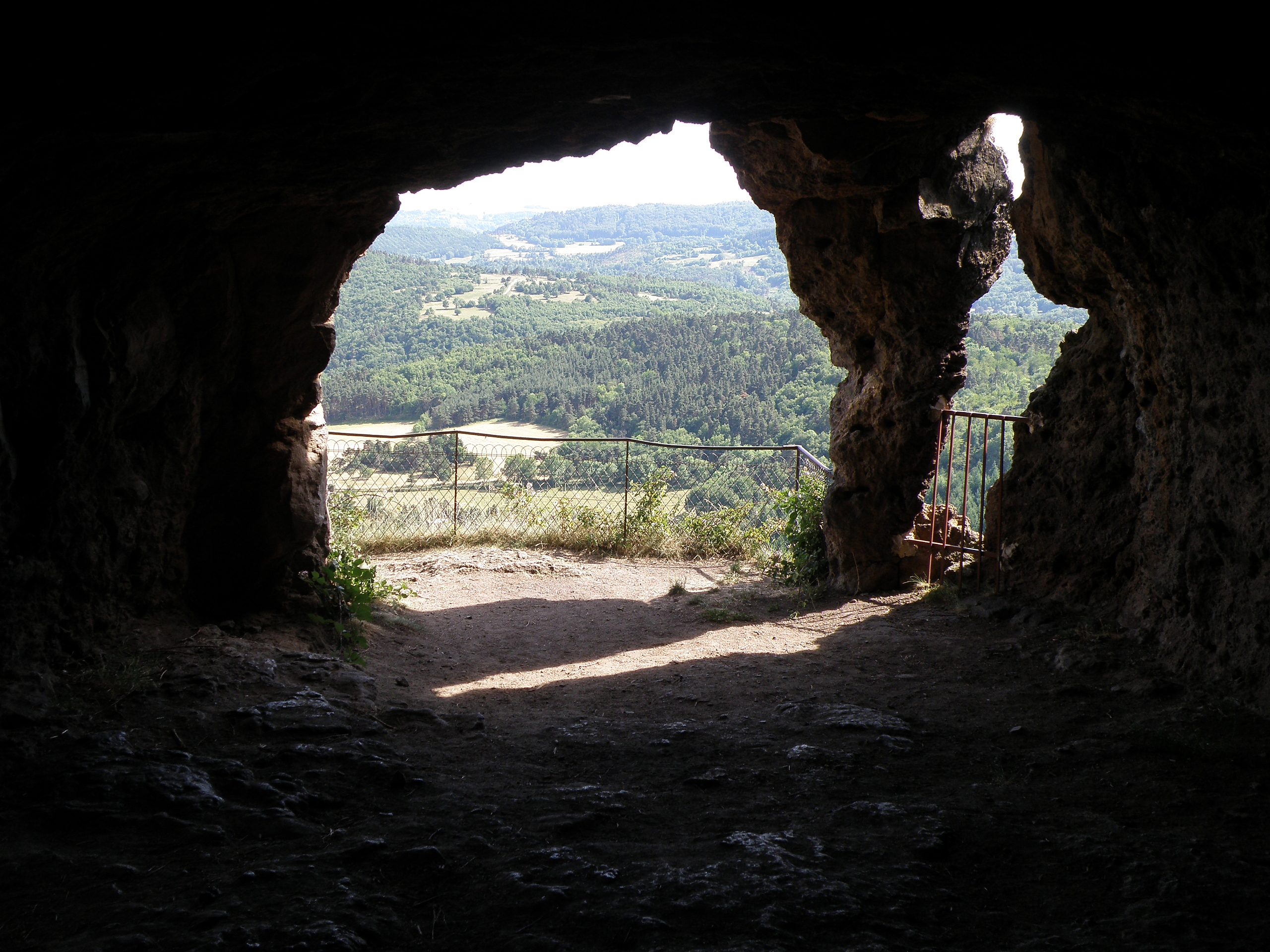
Grottes de Châteauneuf.

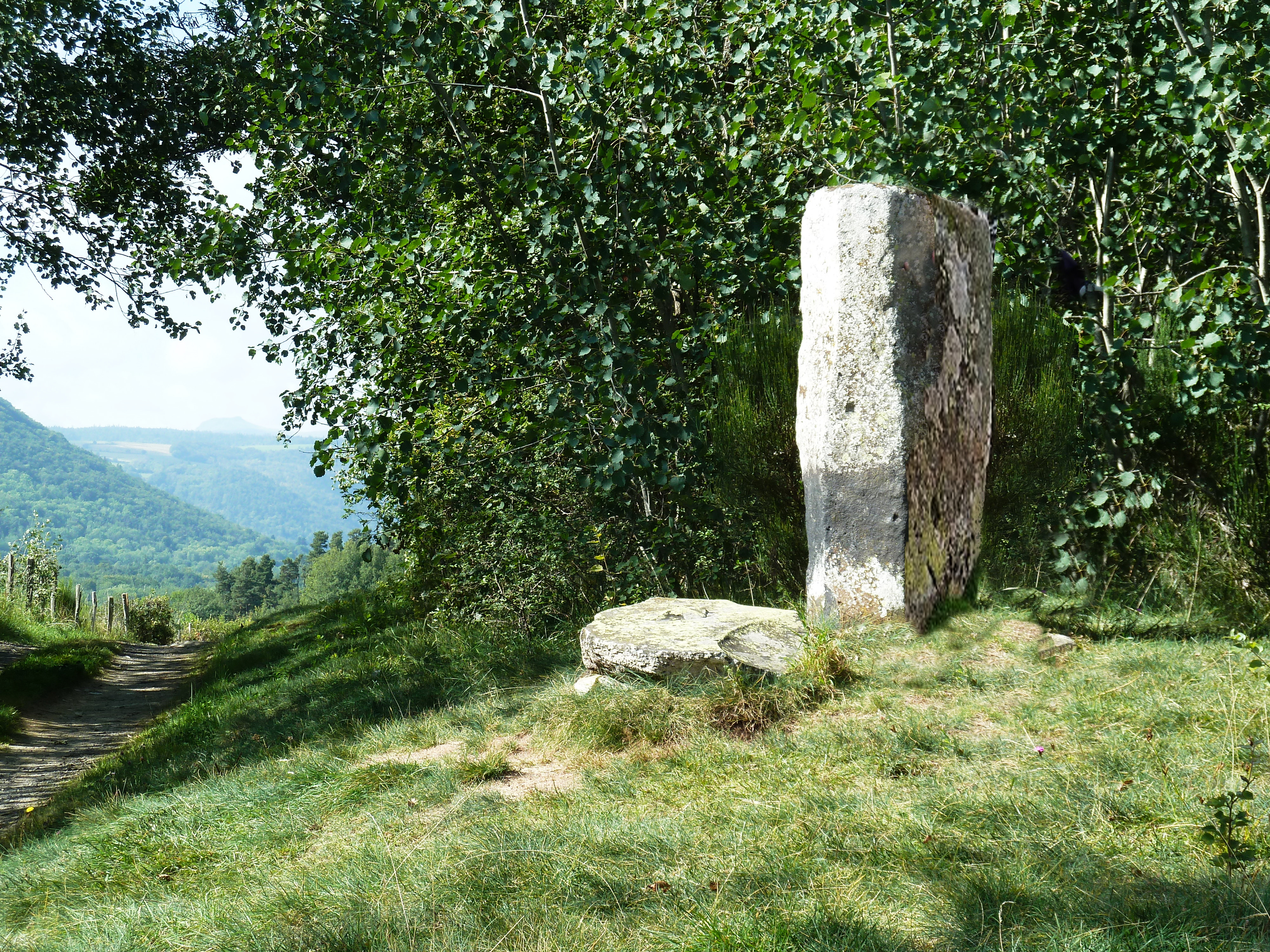
Site de la Croix de Saint-Roch

On trouve à Saint-Nectaire des activités surtout liées au goût. La commune a donné son nom au fromage saint-nectaire. Truffade (plat à base de pomme de terre et non de truffe — « truffe » est le nom auvergnat de la pomme de terre), tripoux, miel et autres spécialités locales sont également au menu.
Les environs sont riches en lieux d'intérêt, dont :
- volcans et formations associées : les dykes de Verrières, des cheminées volcaniques à l’entrée de Verrières ; le collier de la Reine, un éboulis en forme de collier entre Verrières et Le Rivalet associé à une légende sur la reine Margot ;
- mégalithes : 2 menhirs, 4 dolmens ;
- lac Chambon: baignade, sports aquatiques ;
- grottes de Châteauneuf, de Boissières ;
- site troglodyte de Jonas à Saint-Pierre-Colamine ;
- le beau village de Montaigut-le-Blanc ;
- le château et le musée des Peintres de l'école de Murol ;
- la réserve naturelle de la vallée de Chaudefour ;
- le Marais salé de Saint-Nectaire : l'un des plus grands marais salés hors littoral avec un hectare de surface, et sa flore halophile (classé APB) ;
- les cascades : cascade de Saillant, où la Couze Chambon traverse une coulée de lave qui lui donne un dénivelé de 7 m ;
- ski en hiver : station de Super-Besse à 22 km ;
- randonnées pédestres (Puy de Châteauneuf, Puy d'Eraigne, Puy de Sancy, vallée de Chaudefour, lac Pavin), équestres, cyclistes ;
- VTT, cyclotourisme ;
- escalade ;
- montgolfière ;
- pêche ;
- thermes ;
- le casino municipal, liquidé en décembre 2020[37] ;
- Les Mystères, la ferme Bellonte de Farges.

## Culture locale et patrimoine

### Lieux et monuments

#### Église de Saint-Nectaire

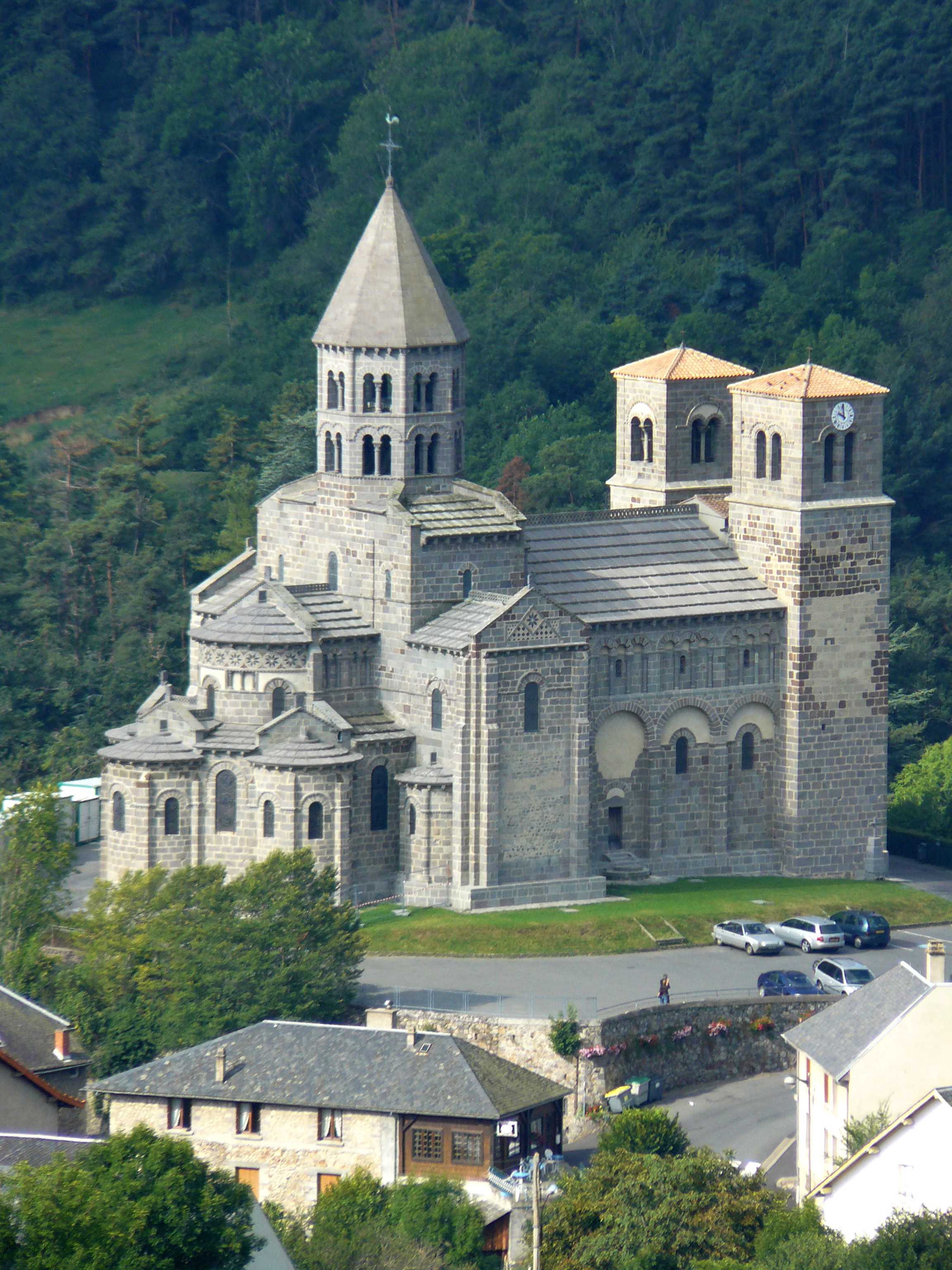
L'église.

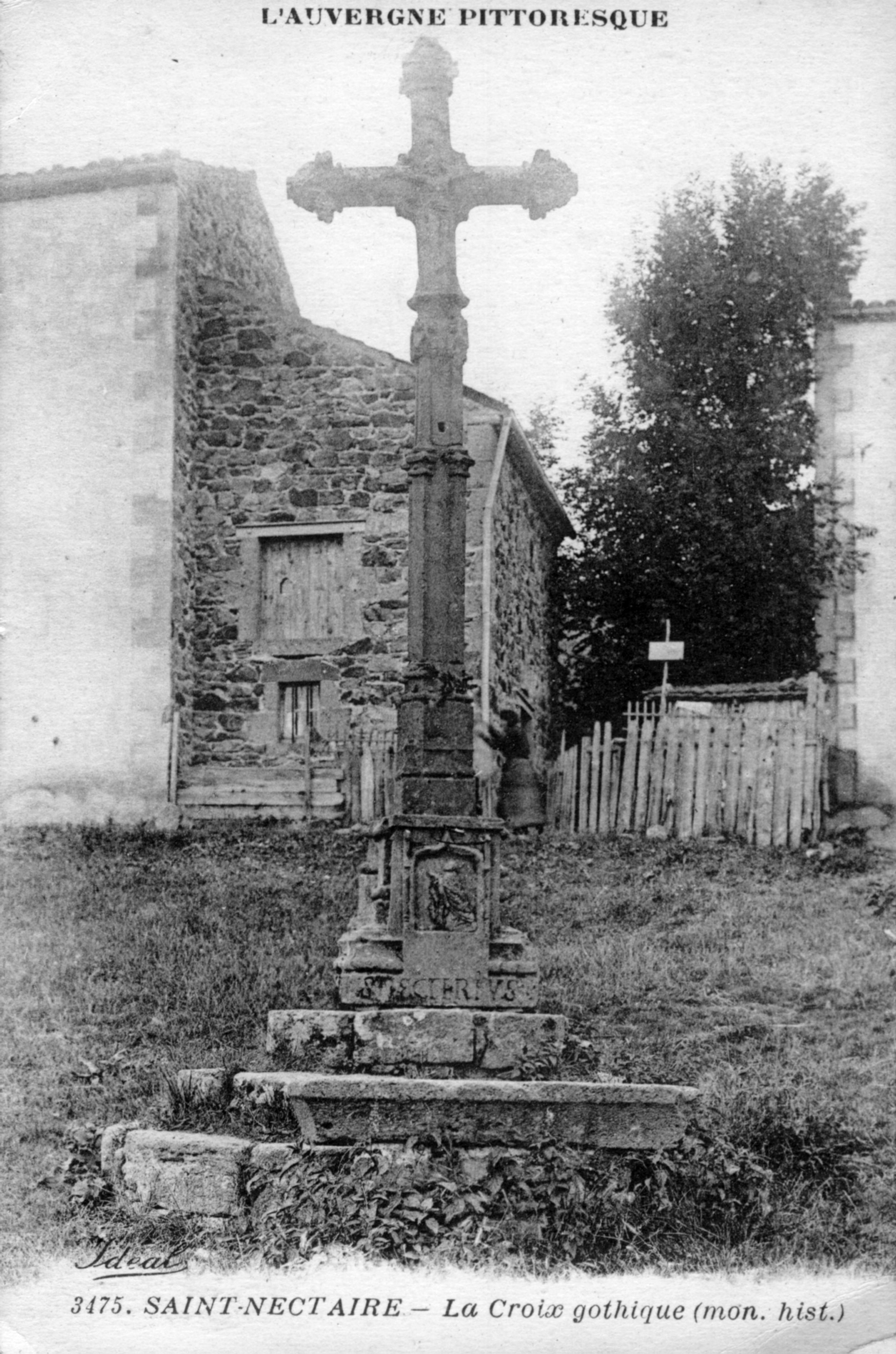
La croix gothique. Carte postale ancienne.

L'église de Saint-Nectaire est un des joyaux de l'art roman auvergnat. Elle est classée monument historique depuis 1840.
Cette église romane a été édifiée au milieu du XIIe siècle en l'honneur de saint Nectaire par les moines de La Chaise-Dieu. Elle aurait été construite à l’emplacement du sanctuaire élevé par Nectaire d'Auvergne sur le mont Cornadore. Elle comporte 103 magnifiques chapiteaux. Au milieu du XIXe siècle, l'église était encore entourée de murailles, d'un cimetière, d'un château et d'une petite chapelle. Ces éléments furent détruits peu après, lors d'une restauration de l'église. L'édifice fut transformé pour devenir l'archétype même de l'église romane. Aujourd'hui entourée de forêts, l'église était, au Moyen Âge et jusqu'au début du XXe siècle, au cœur d'une région surpeuplée, où le bois était rare.
Perchée sur son socle rocheux et surveillée par les Monts Dore, l'église de Saint-Nectaire demeure l'une des plus étonnantes églises majeures de Basse-Auvergne. Faite de trachyte gris clair, elle semble vouloir rivaliser, malgré ses dimensions modestes, avec les grandes cathédrales.

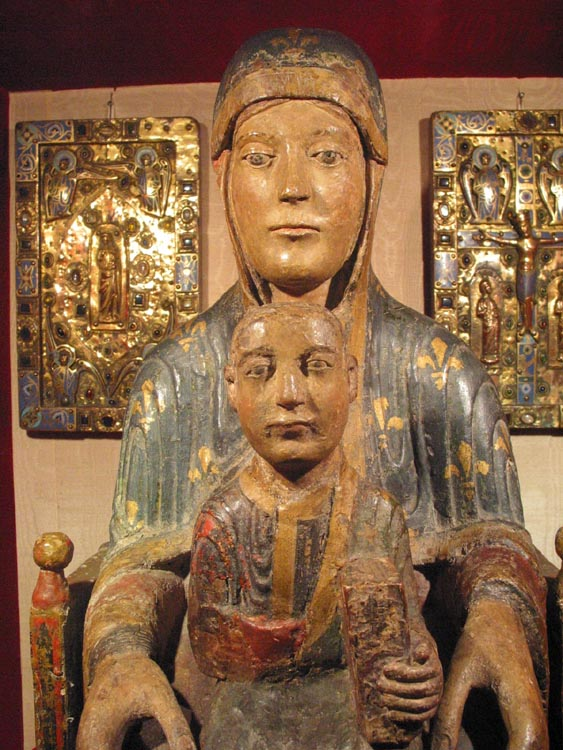
Notre-Dame du Mont Cornadore.

À l'intérieur, les proportions se révèlent ; les chapiteaux offrent leurs décors exceptionnels. Réalisés par un sculpteur auvergnat au savoir-faire développé, leur canon est trapu, hérité de la tradition gallo-romaine. Entre les épisodes de l'Apocalypse, de la vie du Christ et de celle de saint Nectaire, plus de cent figures sont représentées dans le rond-point du chœur. Et puis il y a cet étonnant personnage dénommé Ranulfo : peut-être un généreux donateur, tiraillé entre le Bien et le Mal.
Dans le bas-côté sud, le combat des anges et des démons et la Tentation du Christ. Au nord, l'âne jouant de la lyre et l'homme chevauchant un bouc.

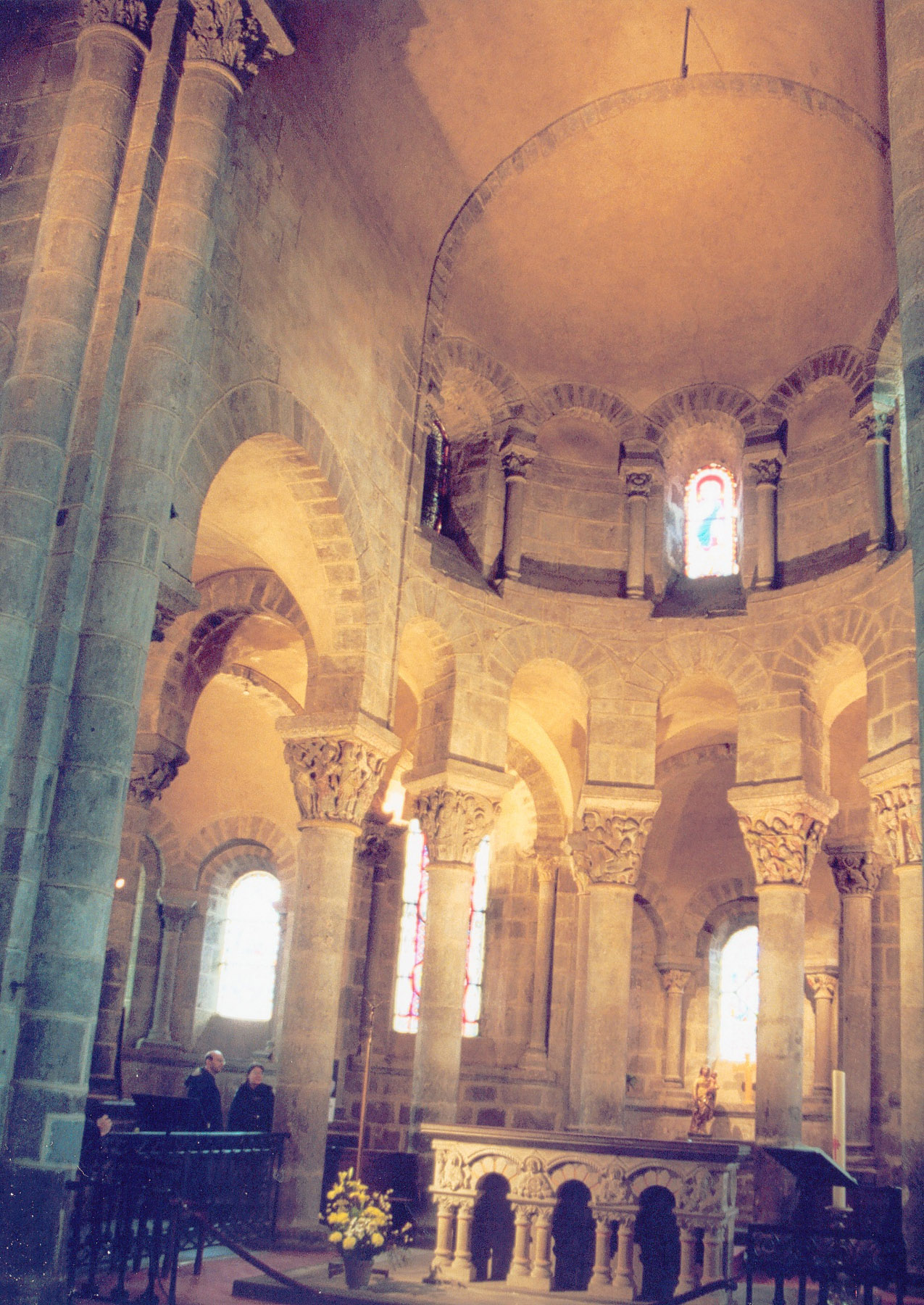
Chœur de l'église Saint-Nectaire.

Dans le transept nord se trouve le trésor de l'église :
- un buste-reliquaire de saint Baudime, compagnon de saint Nectaire. Datant du XIIe siècle, il fut réalisé en bois et lames de cuivre doré ornées de cabochons.
- une Vierge à l'Enfant romane, en bois marouflé polychrome. Cette Vierge en majesté est désignée sous le nom de Notre-Dame du Mont Cornadore. « Sedes sapientiae », elle incarne le Trône de la Sagesse éternelle ;
- deux plats de reliures d'orfèvrerie ornés d'émaux de Limoges, ces trois objets datant du XIIe siècle ;
- un bras reliquaire de saint Nectaire en argent repoussé datant du XVe siècle.

L'église de Saint-Nectaire fait partie des six églises dites « majeures » d'Auvergne, avec :
- la basilique Notre-Dame-du-Port à Clermont-Ferrand ;
- la basilique Notre-Dame d'Orcival ;
- l'église Saint-Austremoine d'Issoire ;
- l'église Notre-Dame de Saint-Saturnin ;
- la basilique Saint-Julien de Brioude, cette dernière étant située dans la Haute-Loire.

#### Patrimoine mégalithique
- Dolmen de Sapchat, dolmen ruiné.
- Dolmen de Saillant,  Classé MH (1862)[41].
- Dolmen du Parc,  Classé MH (1862)[42].
- Dolmen de la Pineyre,  Classé MH (1923)[43].
- Menhir de Freydefond
- Croix de Saint-Roch, menhir christianisé.

#### Autres lieux et monuments
- Villa Russe
- Croix du Marchidial
- Fontaines pétrifiantes
- Maison du fromage
- Parc pédagogique
- Grottes du Cornadore
- Habitations troglodytiques du hameau de Farges, sur la route d'Olloix

### Patrimoine naturel
La commune est labellisée « Site remarquable du goût » et « Station verte de vacances ».

### Thermalisme
La ville thermale actuelle est située à Saint-Nectaire-le-Bas. Elle possède plus de 40 sources ; ses eaux arsenicales dont la température va jusqu'à 56 degrés soignent les affections des reins.

#### Historique

##### Antiquité
Les sources thermales de Saint-Nectaire-le-Haut étaient déjà utilisées dans l'Antiquité. Des vestiges de bâtiment thermal ont été dégagés au XIXs lors de la construction de la route département au pied du mont Cornadore.  Les grottes du Cornadore, site touristique, montrent des d'auges, certaines circulaires, d'autres rectangulaires, de 1 m de profondeur, elles ont été découvertes en 1825 - il est possible qu'elles n'aient pas servi de piscines thermales mais aient été des instruments d'activité artisanale, peut-être des bacs à foulon des céramiques médiévales ont été découvertes dans ce site rupestre.

##### Renaissance du thermalisme auXVIIIesiècle
La source Gros Bouillon et la source du Tambour, près de Saint-Nectaire-le-Bas, sont mentionnées au XVIIe siècle dans le cadre d'enquêtes sur les sources thermales ; mais les installations y étaient à l'époque beaucoup plus rudimentaires que celles de l'époque romaine : leur aménagement respectif consistait en un simple bassin recouvert d'une voûte, sans même un chemin d'accès et sans moyen de loger les malades.
Le premier établissement thermal à Saint-Nectaire-le-Bas est construit vers 1810 par Jacques Mandon, gendre du propriétaire de la source du Tambour. Il comporte des bains rudimentaires peu engageants et deux habitations. Le médecin-inspecteur est le Dr Marcon, nommé en 1812 par le préfet Ramond de Carbonnières. Saint-Nectaire est classé station thermale vers 1817. Les principales catégories de malades sont les enfants et adolescents, les rhumatisants, les femmes atteintes de stérilité (que l'on appelait les  utérines, et pour lesquelles les eaux de Saint-Nectaire jouissaient d'une réputation méritée), et les malades affectés de problèmes de reins (qu'on appelait les albuminuriques), mais les médecins de cette époque, n'étant pas formés aux analyses biochimiques nécessaires pour ces affections, étaient peu enclins à développer cette capacité et il faut attendre l'arrivée d'une nouvelle génération de médecins pour que la station gagne une bonne réputation dans les soins des affections rénales.

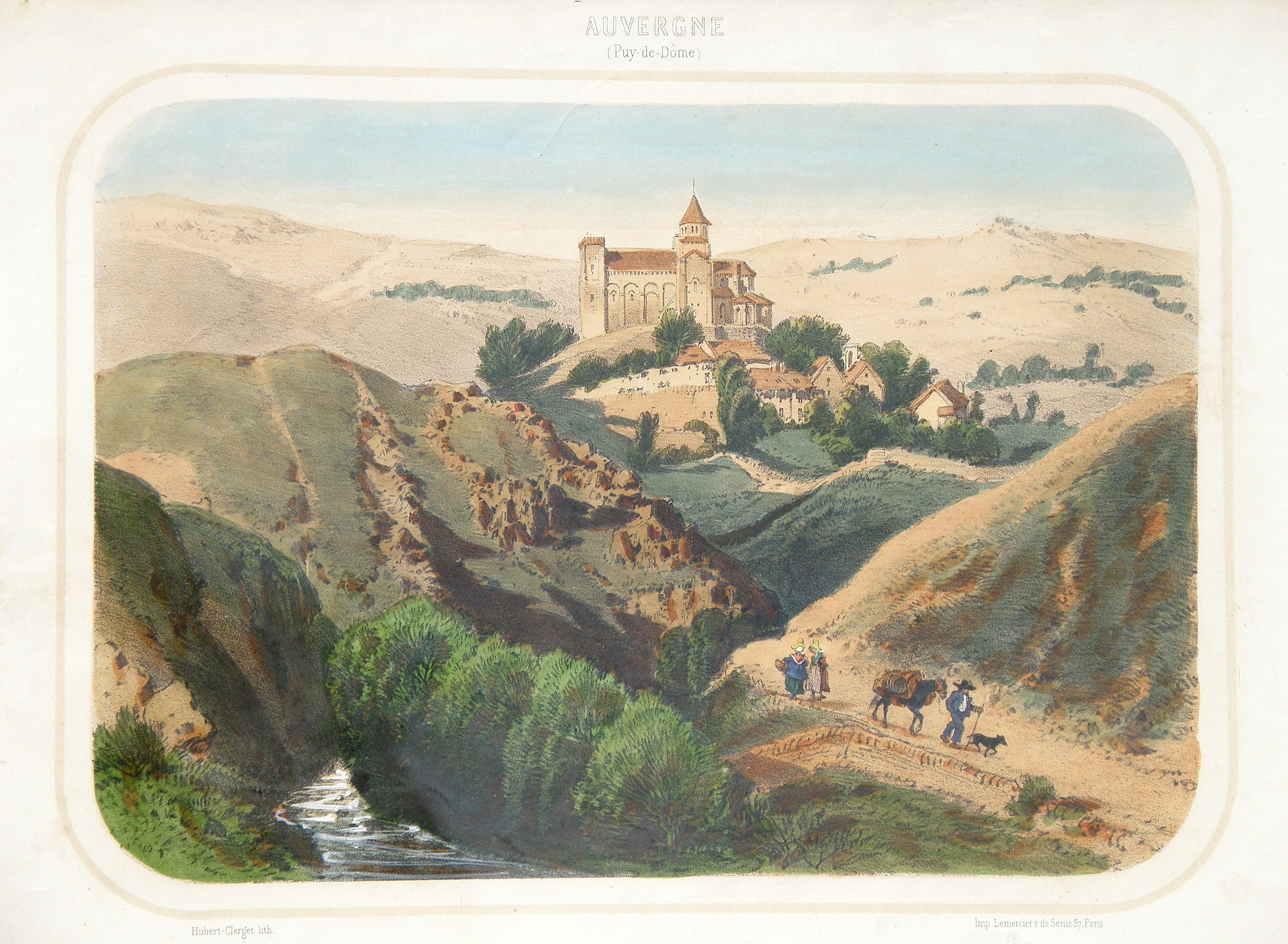
Saint-Nectaire, gravure du XIXe siècle.

Vers 1820 Mandon reconstruit ces installations ; construction toujours existante, correspondant à la partie inférieure et à la moitié est des bains actuels. Au début des années 1820, un garçon baigneur du nom de Boëtte, employé par Mandon, découvre trois sources : la source du Rocher, la source Boëtte et la source Saint-Cézaire. En 1824 Boëtte fait construire un second établissement de bains, qui gardera son nom jusqu'en 1890 ; il comporte au rez-de-chaussée une salle avec neuf cabines, et au premier étage les réservoirs de deux sources très chargées en acide carbonique. En 1832 un troisième établissement thermal est construit par M. Serre au Mont-Cornadore et l’hôtel Mandon (futur hôtel du Mont-Cornadore) est bâti en son voisinage en 1841 par Joseph Mandon, un fils de Jacques Mandon.
Ces trois thermes restent cependant peu engageants : les installations sont toujours moins développées que des bains romains ; on n'y accède que par des raidillons malaisés et des chemins rebutants - même les communications entre les deux groupes thermaux, pourtant proches l'un de l'autre, sont quasi inexistantes ; les distractions sont limitées à la visite des grottes environnantes et du dolmen du Mont-Cornadore, la contemplation du marécage des Gravières, du cours erratique du Courançon et d'une montagne dépourvue d'arbre voire de végétation. Les qualificatifs des visiteurs abondent dans le péjoratif : « trou infect », « fort vilain hameau », et autres du même acabit.

##### Développement de Saint-Nectaire-le-Haut
En 1870 Edouard Versepuy, gendre de Joseph Mandon, reprend les thermes et l'hôtel de Saint-Nectaire-le-Haut. Il fait aménager le raidillon d'accès en un chemin large et de pente plus douce ; l'hôtel du Mont-Cornadore s'agrandit de plusieurs étages et entre dans la catégorie luxueuse - de lui on pouvait sans sortir dehors rejoindre les thermes, et il va devenir l’établissement le plus fréquenté de Saint-Nectaire ; sont créés une terrasse plantée d'arbres, un petit café, une salle de billard et une bibliothèque. En 1873 Louis-Clémentin Bruyère, architecte des Monuments Historiques, vient à Saint-Nectaire pour restaurer les tours et le clocher de l’église ; Versepuy lui fait construire devant les Bains Cornadore un grand hall à fronton triangulaire surmonté d’une voûte en verre. Il organise des spectacles dans les établissements de bains et installe des jardins autour de la villa de la Poste en face des bains, et le long du Maupas. Le pavillon de la Source Rouge est construit le long de la route de Champeix. Les autochtones équipent leurs maisons pour recevoir des curistes, augmentant encore le nombre d'hébergements en sus des hôtels largement agrandis.
Cette prospérité dure environ 20 ans. Mais les propriétaires de la station thermale mettent avant tout l'accent sur le développement des revenus hôteliers, considérant les thermes comme un moyen de remplir les hôtels plutôt que de concevoir ces deux éléments comme liés et donc à développer de concert. Ils s'opposent d'ailleurs à toute nouvelle installation, après avoir fait main basse sur tous les emplacements utiles. Cette vision à court terme va asphyxier Saint-Nectaire-le-Haut.

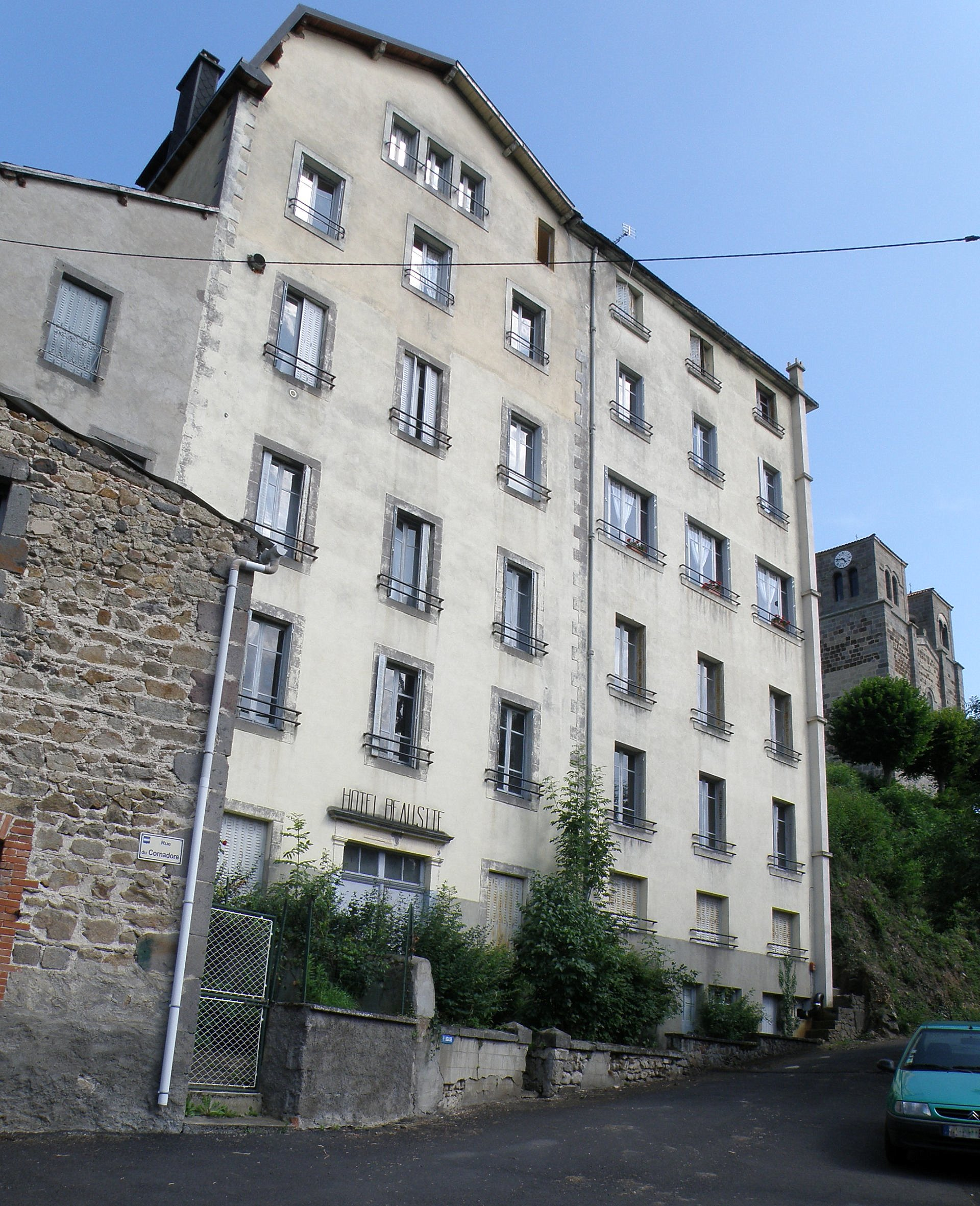
L'hôtel Beau Site.
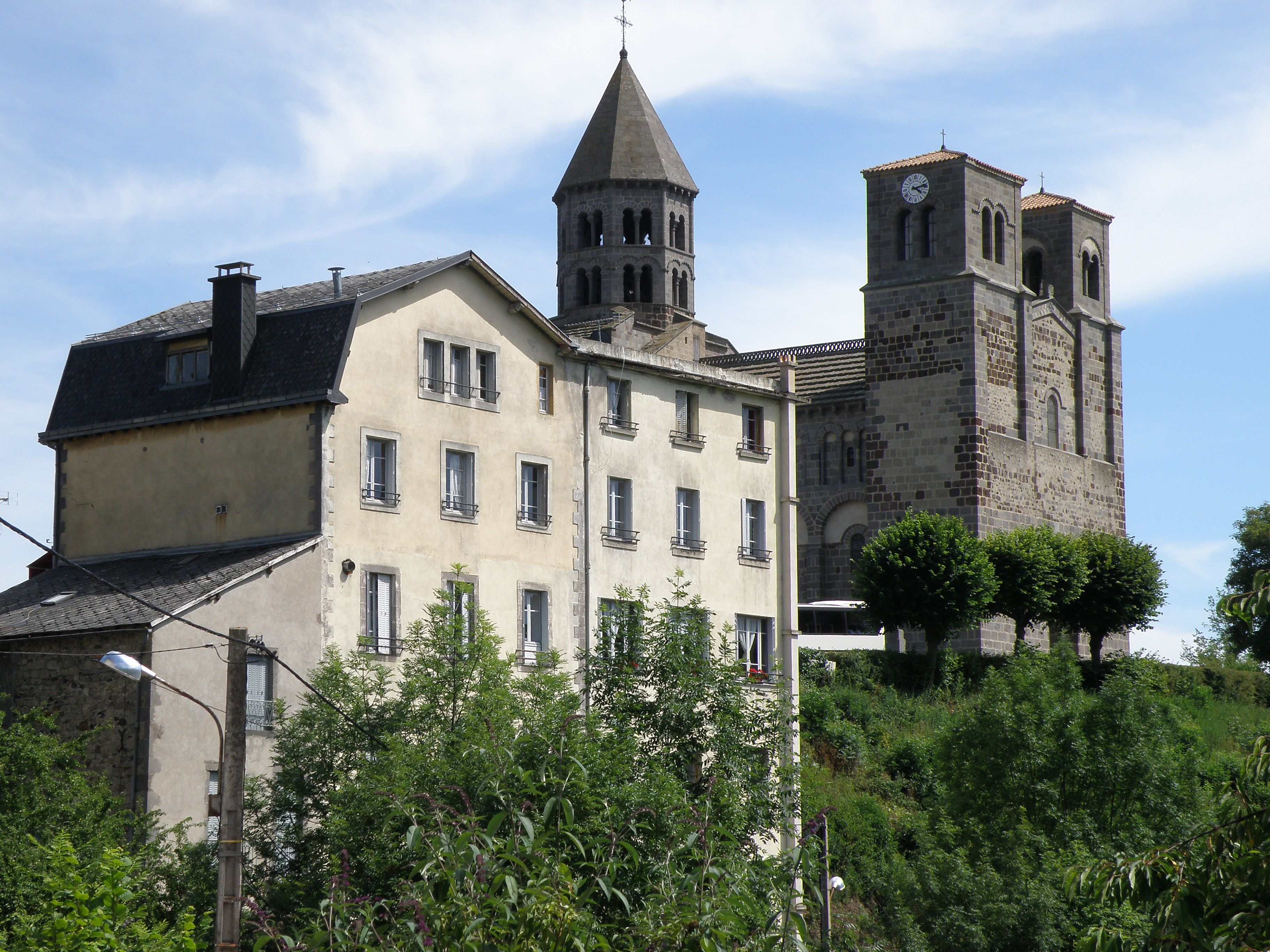
L'hôtel Beau Site et l'église Saint-Nectaire.
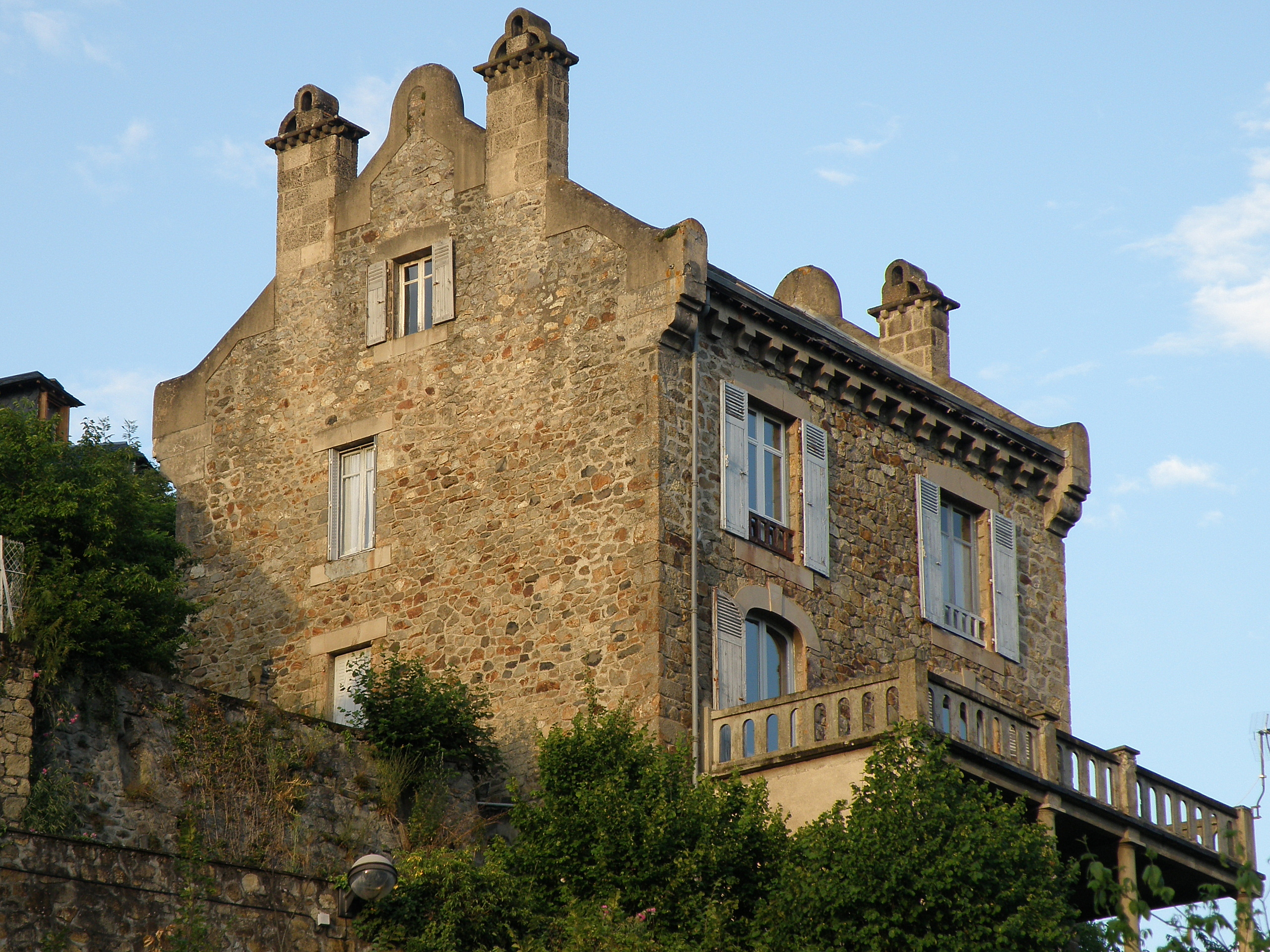
Le presbytère.
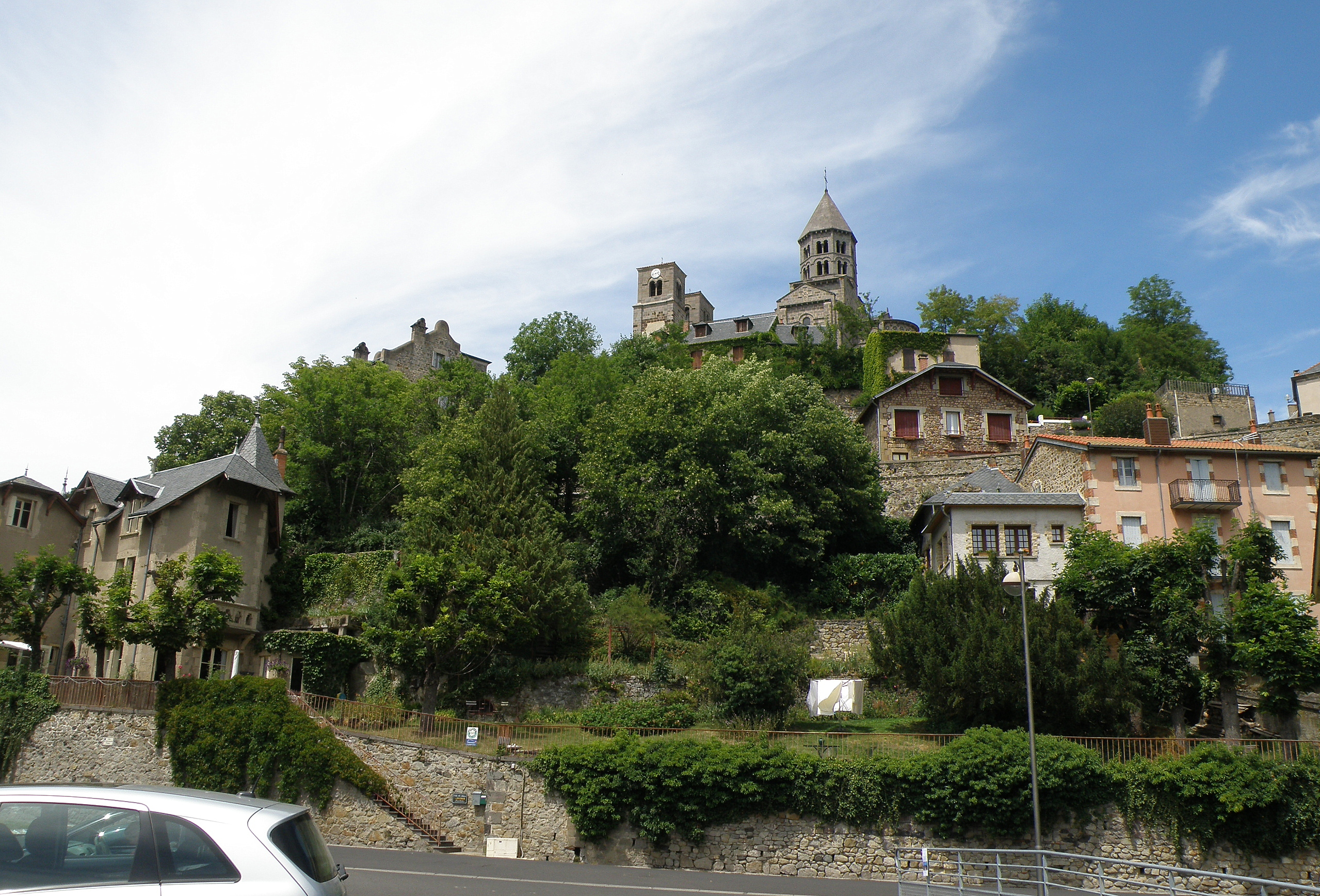
Une vue de Saint-Nectaire-le-Haut.
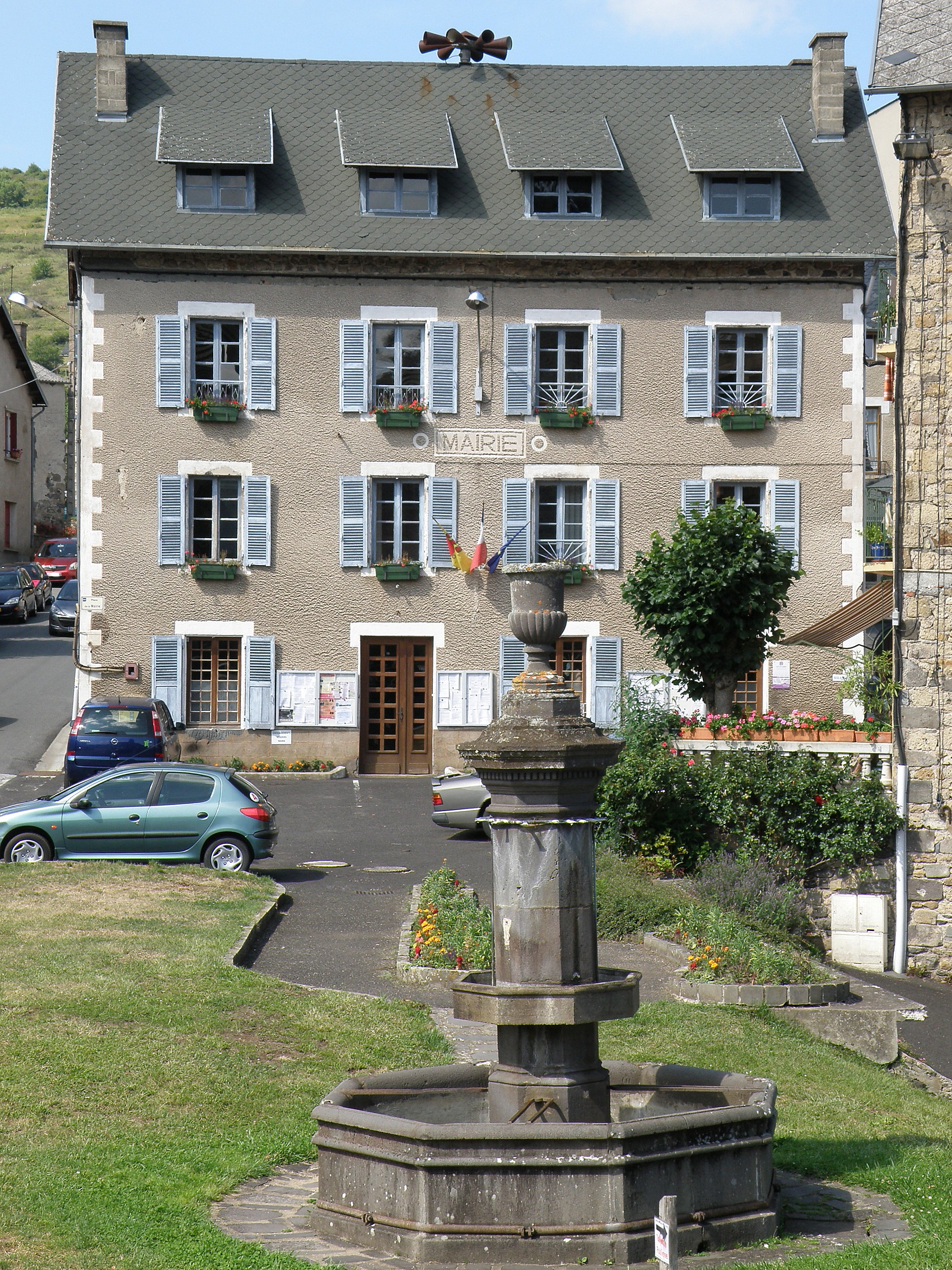
La mairie.

##### Développement de Saint-Nectaire-le-Bas
Jules Mandon, frère de Joseph Mandon, cède les bains de Saint-Nectaire-le-Bas à Boëtte Rochette en 1865. Boëtte Rochette en donne la direction à son gendre Vauzy-Boëtte vers 1879. Vauzy-Boëtte restaure l’établissement et en double les capacités.
Le banquier et financier parisien Brocard propose de transformer Saint-Nectaire-le-Bas en « reine du Massif central », avec rachat du groupe thermal et d'une grande partie des prairies de la plaine de Saillant. Mais certains propriétaires s'y opposent, et Brocard abandonne le projet au profit d'autres stations thermales comme la Bourboule, Royat ou Châtel-Guyon, qui recevront les fruits de ses investissements. De son côté, Vauzy-Boëtte se sépare de son épouse et ne peut mener à bien ses projets pour un nouvel établissement plus moderne en remplacement des Bains Boëtte maintenant vétustes : la liquidation des biens est prononcée, et ils sont soumis à une vente judiciaire vers 1890.
Leur nouveau propriétaire, Jean Giraudon, se donne pour tâche d'attirer les baigneurs mondains et va en moins de dix ans métamorphoser Saint-Nectaire-le-Bas en une véritable ville thermale : construction des Grands Thermes sur l’emplacement des Bains Boëtte ; agrandissement des Bains Romains ; achat du marécage des Gravières, transformé en parc ; construction du Grand Hôtel du Parc - dont les proportions gigantesques atténuent l'impression d'écrasement par la montagne - et de quelques villas à côté du parc des Gravières ; achat de la montagne du dolmen, qu’il fait planter en arbres. Construction d'une voie de communication avec un pont-viaduc entre ce nouveau parc et l'autre côté de la vallée ; construction près du pont d'un casino en 1890 (ce casino est détruit par un incendie vers 1937) ; production d'électricité avec la construction d'une petite usine hydro-électrique sur la chute de la Couze, pour alimenter le casino.

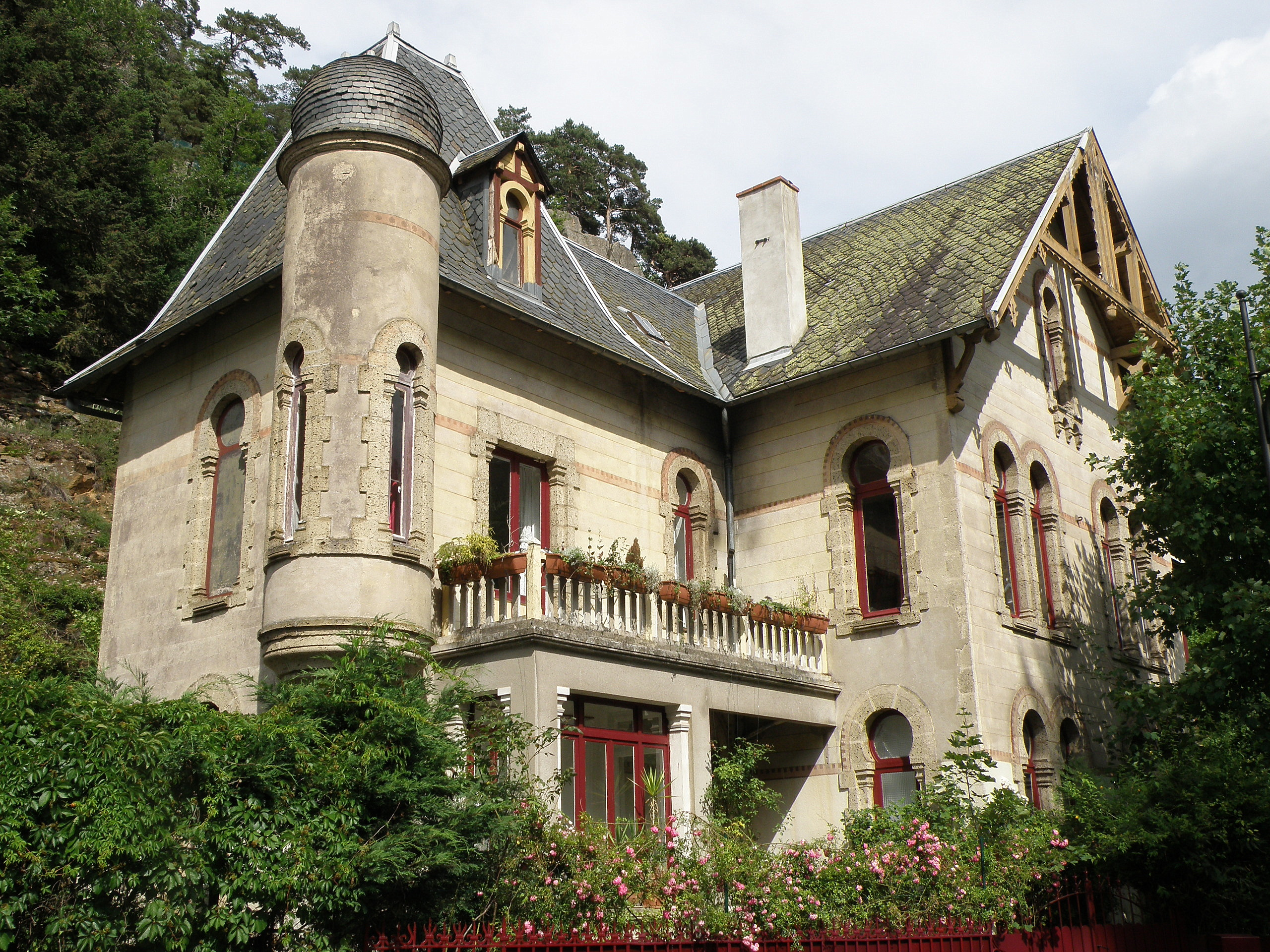
La villa Russe.
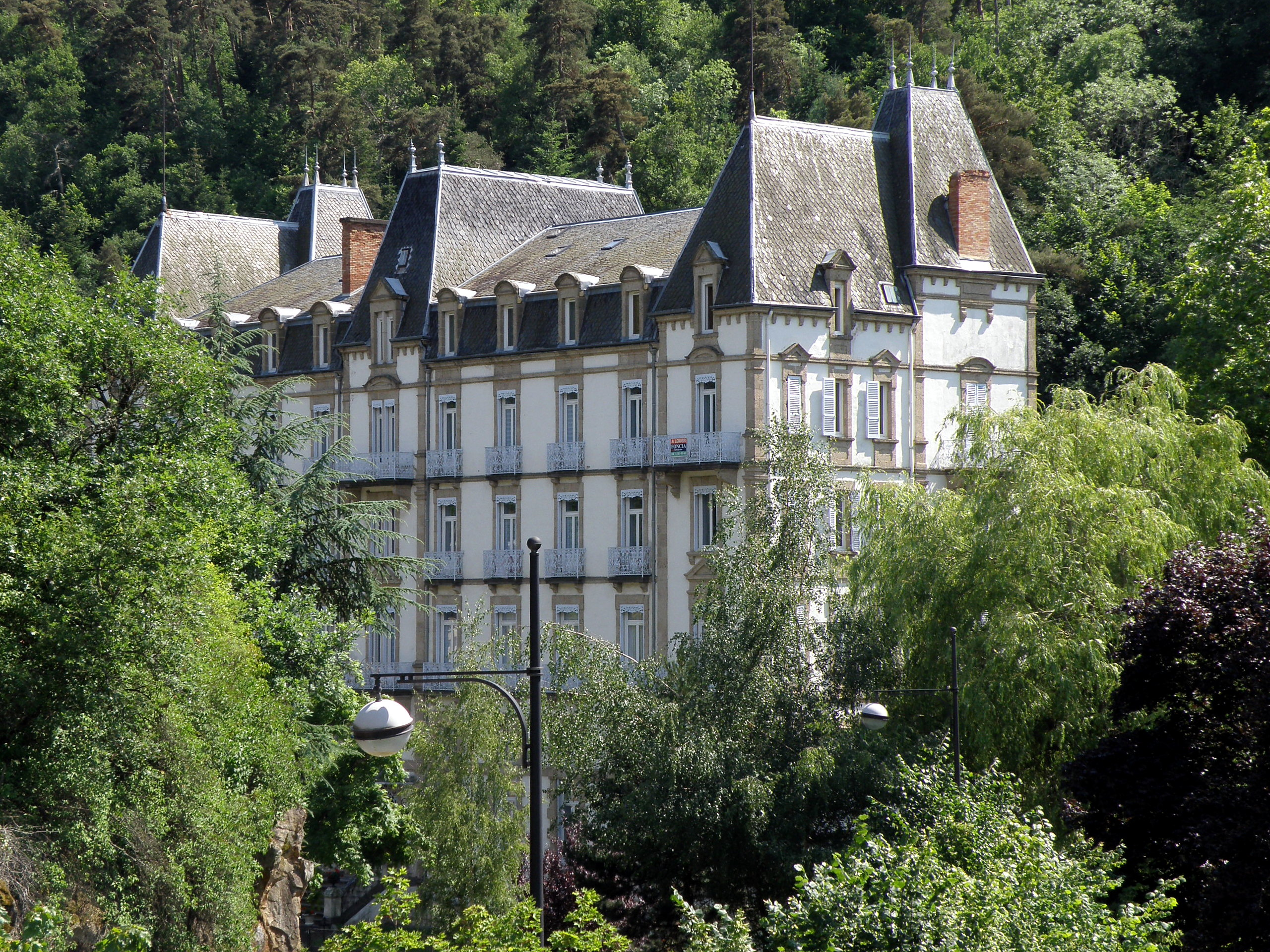
Le Grand Hôtel du Parc, maintenant une résidence privée.
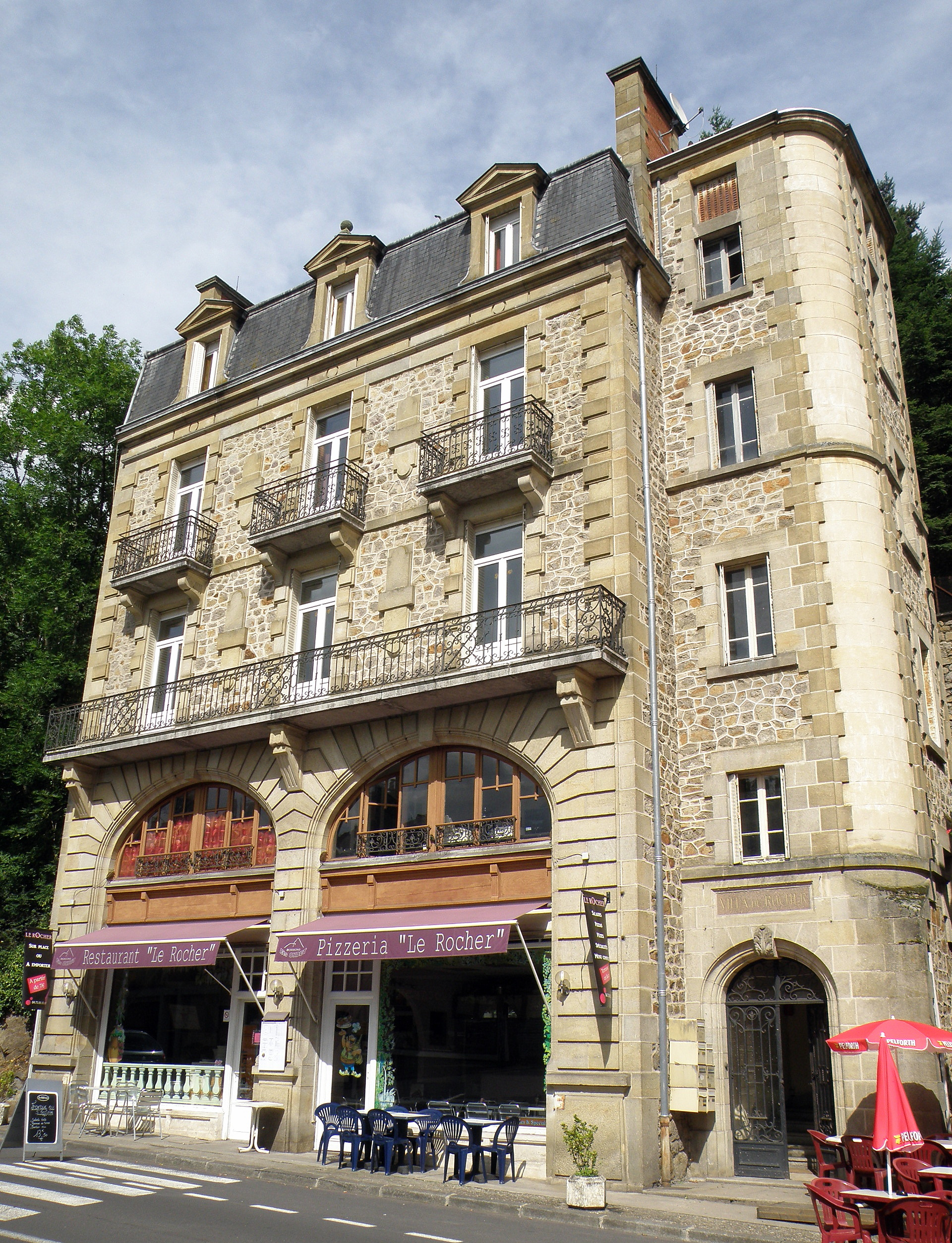
La villa le Rocher.
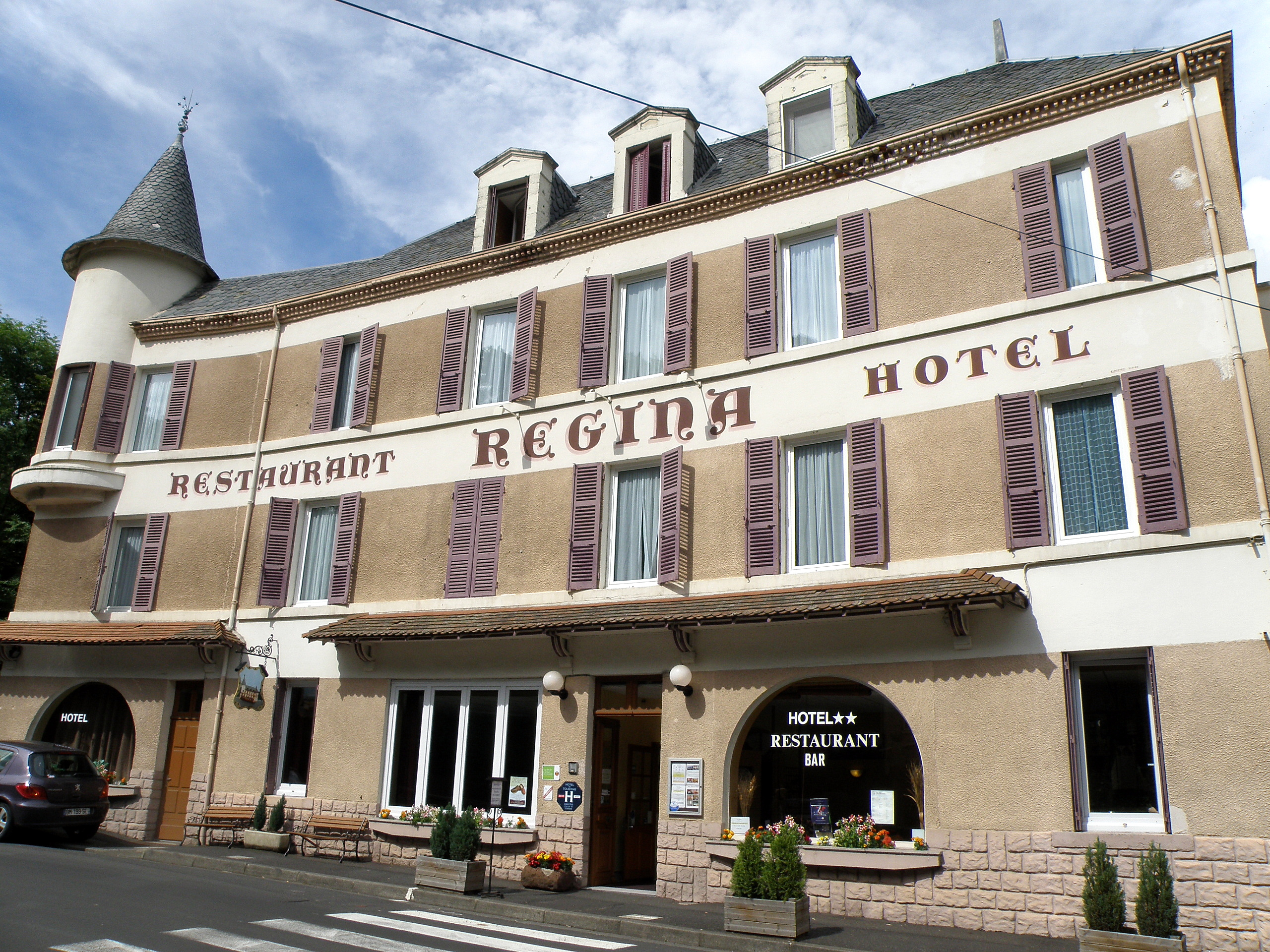
Hôtel Régina.
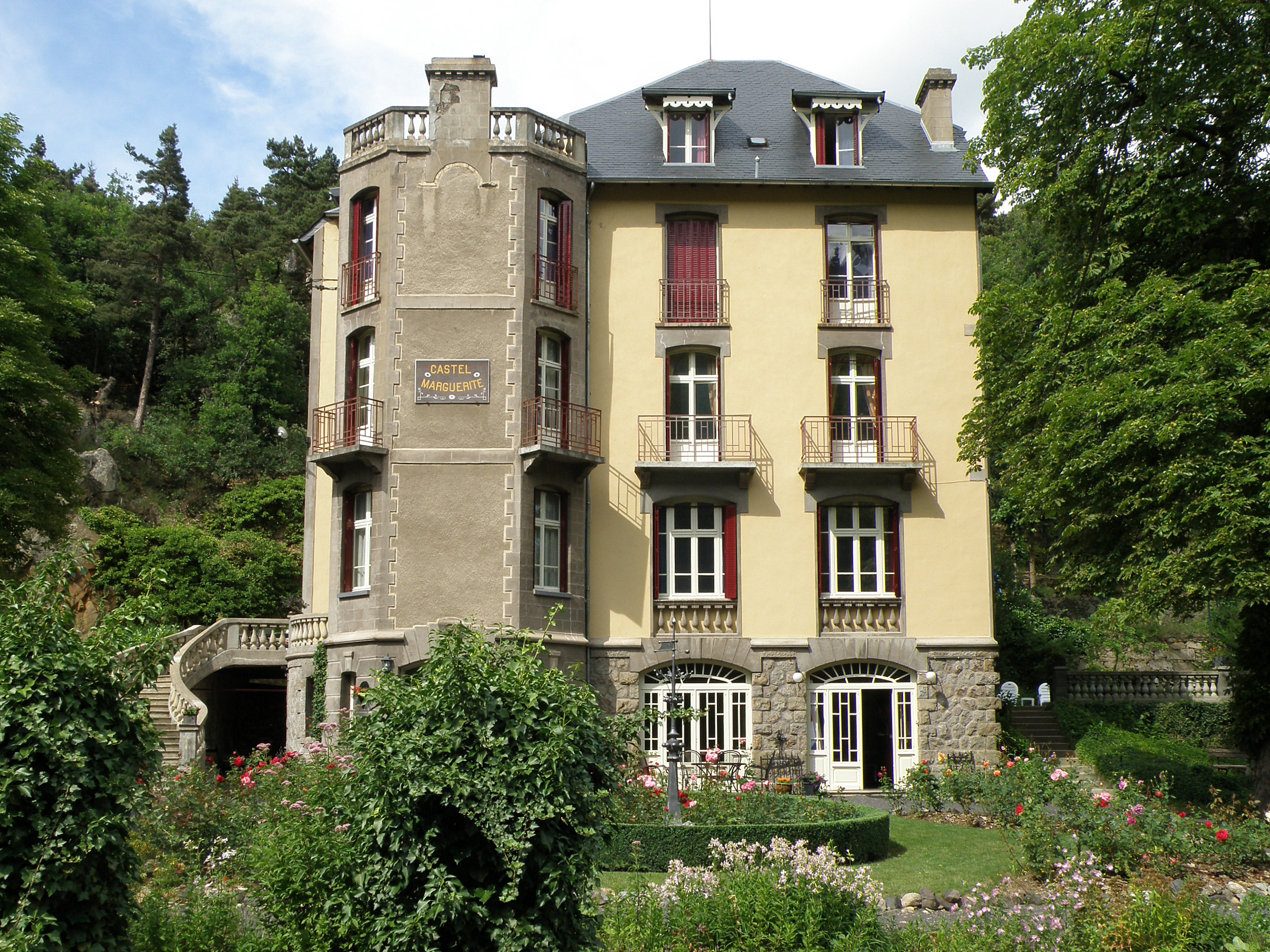
Castel Marguerite.

##### Fin du grand thermalisme

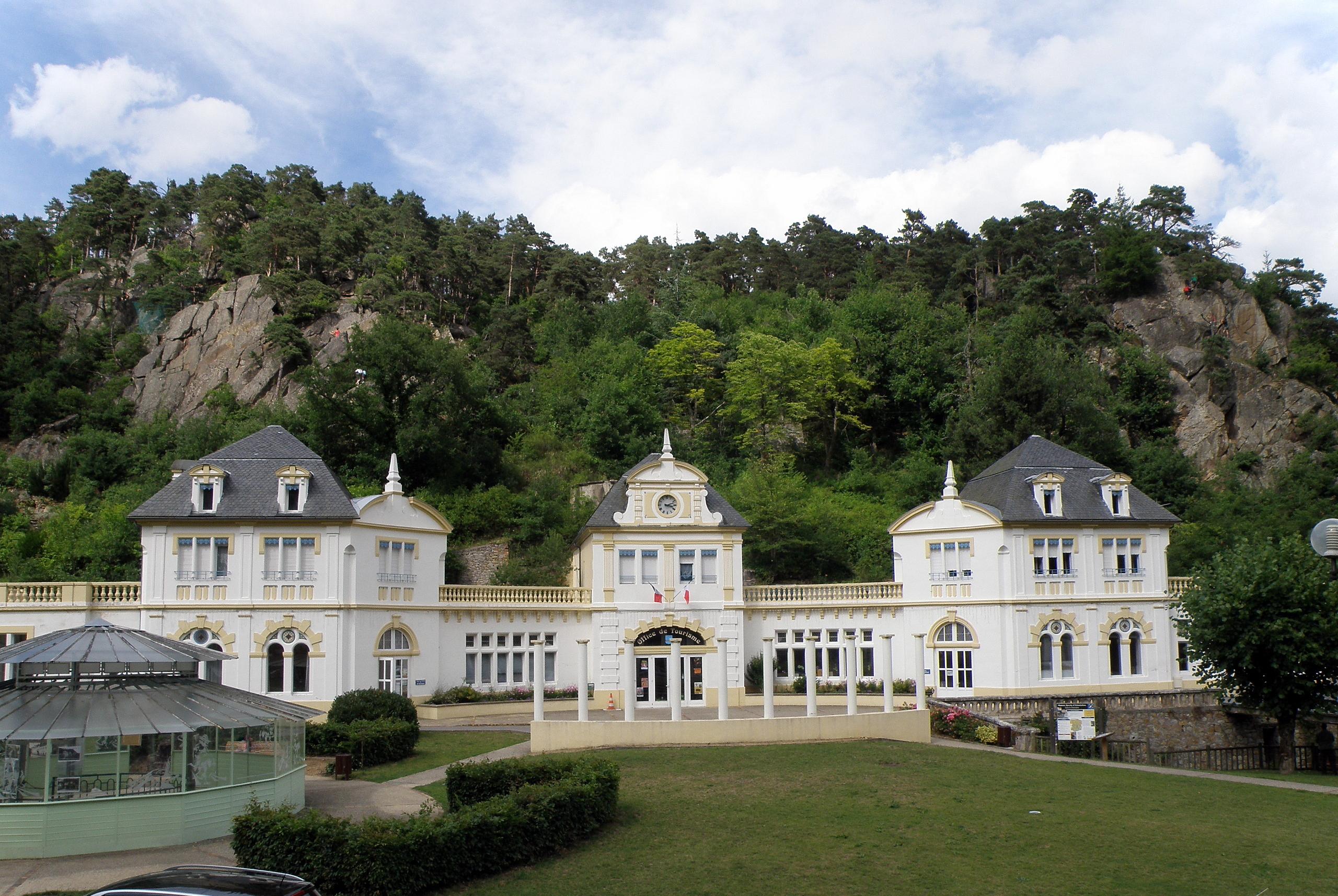
Les Grands Thermes, maintenant office de tourisme.

En 1911 un grand projet visant à redonner de l'allant à la station thermale, échoue faute de finances appropriées. En 1921, la Compagnie Thermale des eaux de Saint-Nectaire est rachetée par un groupe hollandais, la société de M. Van Gerdinge, mais leur projet est également trop ambitieux et échoue. Une société belge rachète la Compagnie Thermale et transforme l’hôtel du Parc en centre thermal où l'on soigne principalement les militaires de retour des colonies. Le centre thermal est plus tard cédé à la municipalité. La Seconde Guerre mondiale voit la station thermale décliner peu à peu, les installations se dégradant faute de finances. Les mondains délaissent la station. L'année 1957 voit seulement 4 445 curistes. En 1969 l'hôtel du Mont Cornadore est détruit pour cause de vétusté.
En 1978 un nouvel établissement thermal très moderne pour l'époque est construit pour essayer de relancer la station. Désaffectés, les Grands Thermes sont restaurés en 1993 pour y installer l'office de Tourisme. Puis Saint-Nectaire doit abandonner les cures thérapeutiques. La production est désormais tournée vers des produits de bien-être avec Thermadore, un espace moderne de détente, de beauté et de remise en forme.

### Personnalités liées à la commune
- Famille de Saint-Nectaire.
- Jean Charles, marquis de Saint-Nectaire (° 11 novembre 1685 † 23 janvier 1771), seigneur, marquis de Brinon-sur-Sandres et de Pisani, baron de Didonne et de Saint-Germain-sur-Vienne dans la Marche, seigneur de Brillac et autres terres en Auvergne-Rhône-Alpes, comte de Saint-Victour, maréchal de France.

### Héraldique
| Armes | Les armes de Saint-Nectaire se blasonnent ainsi : d'azur à cinq fusées accolées d'argent rangées en fasce. |